# 1982 год
1982 (ты́сяча девятьсо́т во́семьдесят второ́й) год  по григорианскому календарю — невисокосный год, начинающийся в пятницу. Это 1982 год нашей эры, 2‑й год 9‑го десятилетия XX века 2‑го тысячелетия, 3‑й год 1980‑х годов. Он закончился 43 года назад.
| Пн | Вт | Ср | Чт | Пт | Сб | Вс |
|    |    |    |    | 1  | 2  | 3  |
| 4  | 5  | 6  | 7  | 8  | 9  | 10 |
| 11 | 12 | 13 | 14 | 15 | 16 | 17 |
| 18 | 19 | 20 | 21 | 22 | 23 | 24 |
| 25 | 26 | 27 | 28 | 29 | 30 | 31 |

| Пн | Вт | Ср | Чт | Пт | Сб | Вс |
| 1  | 2  | 3  | 4  | 5  | 6  | 7  |
| 8  | 9  | 10 | 11 | 12 | 13 | 14 |
| 15 | 16 | 17 | 18 | 19 | 20 | 21 |
| 22 | 23 | 24 | 25 | 26 | 27 | 28 |

| Пн | Вт | Ср | Чт | Пт | Сб | Вс |
| 1  | 2  | 3  | 4  | 5  | 6  | 7  |
| 8  | 9  | 10 | 11 | 12 | 13 | 14 |
| 15 | 16 | 17 | 18 | 19 | 20 | 21 |
| 22 | 23 | 24 | 25 | 26 | 27 | 28 |
| 29 | 30 | 31 |    |    |    |    |

| Пн | Вт | Ср | Чт | Пт | Сб | Вс |
|    |    |    | 1  | 2  | 3  | 4  |
| 5  | 6  | 7  | 8  | 9  | 10 | 11 |
| 12 | 13 | 14 | 15 | 16 | 17 | 18 |
| 19 | 20 | 21 | 22 | 23 | 24 | 25 |
| 26 | 27 | 28 | 29 | 30 |    |    |

| Пн | Вт | Ср | Чт | Пт | Сб | Вс |
|    |    |    |    |    | 1  | 2  |
| 3  | 4  | 5  | 6  | 7  | 8  | 9  |
| 10 | 11 | 12 | 13 | 14 | 15 | 16 |
| 17 | 18 | 19 | 20 | 21 | 22 | 23 |
| 24 | 25 | 26 | 27 | 28 | 29 | 30 |
| 31 |    |    |    |    |    |    |

| Пн | Вт | Ср | Чт | Пт | Сб | Вс |
|    | 1  | 2  | 3  | 4  | 5  | 6  |
| 7  | 8  | 9  | 10 | 11 | 12 | 13 |
| 14 | 15 | 16 | 17 | 18 | 19 | 20 |
| 21 | 22 | 23 | 24 | 25 | 26 | 27 |
| 28 | 29 | 30 |    |    |    |    |

| Пн | Вт | Ср | Чт | Пт | Сб | Вс |
|    |    |    | 1  | 2  | 3  | 4  |
| 5  | 6  | 7  | 8  | 9  | 10 | 11 |
| 12 | 13 | 14 | 15 | 16 | 17 | 18 |
| 19 | 20 | 21 | 22 | 23 | 24 | 25 |
| 26 | 27 | 28 | 29 | 30 | 31 |    |

| Пн | Вт | Ср | Чт | Пт | Сб | Вс |
|    |    |    |    |    |    | 1  |
| 2  | 3  | 4  | 5  | 6  | 7  | 8  |
| 9  | 10 | 11 | 12 | 13 | 14 | 15 |
| 16 | 17 | 18 | 19 | 20 | 21 | 22 |
| 23 | 24 | 25 | 26 | 27 | 28 | 29 |
| 30 | 31 |    |    |    |    |    |

| Пн | Вт | Ср | Чт | Пт | Сб | Вс |
|    |    | 1  | 2  | 3  | 4  | 5  |
| 6  | 7  | 8  | 9  | 10 | 11 | 12 |
| 13 | 14 | 15 | 16 | 17 | 18 | 19 |
| 20 | 21 | 22 | 23 | 24 | 25 | 26 |
| 27 | 28 | 29 | 30 |    |    |    |

| Пн | Вт | Ср | Чт | Пт | Сб | Вс |
|    |    |    |    | 1  | 2  | 3  |
| 4  | 5  | 6  | 7  | 8  | 9  | 10 |
| 11 | 12 | 13 | 14 | 15 | 16 | 17 |
| 18 | 19 | 20 | 21 | 22 | 23 | 24 |
| 25 | 26 | 27 | 28 | 29 | 30 | 31 |

| Пн | Вт | Ср | Чт | Пт | Сб | Вс |
| 1  | 2  | 3  | 4  | 5  | 6  | 7  |
| 8  | 9  | 10 | 11 | 12 | 13 | 14 |
| 15 | 16 | 17 | 18 | 19 | 20 | 21 |
| 22 | 23 | 24 | 25 | 26 | 27 | 28 |
| 29 | 30 |    |    |    |    |    |

| Пн | Вт | Ср | Чт | Пт | Сб | Вс |
|    |    | 1  | 2  | 3  | 4  | 5  |
| 6  | 7  | 8  | 9  | 10 | 11 | 12 |
| 13 | 14 | 15 | 16 | 17 | 18 | 19 |
| 20 | 21 | 22 | 23 | 24 | 25 | 26 |
| 27 | 28 | 29 | 30 | 31 |    |    |

## События

### Январь

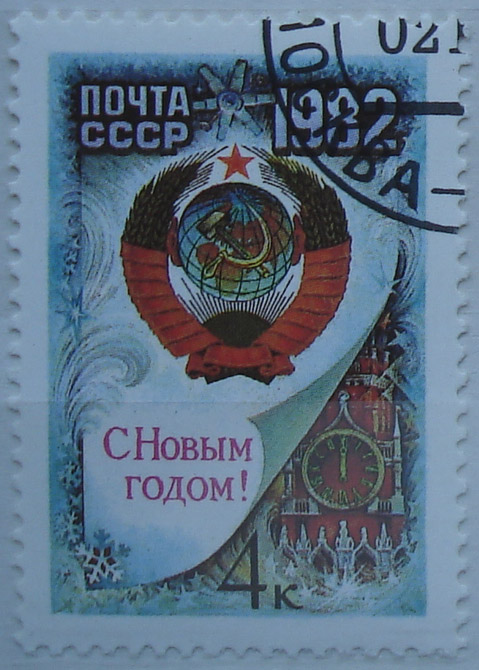
Почтовая марка СССР, 1982 год

- 7 января — катастрофа Let L-410 под Геленджиком, погибли 18 человек.
- 8 января
  - Испания заявила о своём согласии прекратить блокаду Гибралтара (в декабре открыта граница).
  - «AT&T» отказалась от 22 своих подразделений.
- 11 января
  - Во время ралли Париж — Дакар пропал Марк Тэтчер, сын британского премьер-министра Маргарет Тэтчер (найден и спасён 14 января).
  - В Брюсселе состоялась сессия Совета НАТО, посвящённая обсуждению «положения в Польше». В коммюнике содержались обвинения и требования в адрес ПНР и СССР.
- 11—17 января — самое сильное похолодание за всю историю наблюдений на Среднем Западе США.
- 13 января — катастрофа Boeing 737 в Вашингтоне, погибло 78 человек. В тот же день в вашингтонском метро сошёл с рельсов поезд, погибло 3 человека.
- 14 января — Председателем Совета Министров Албании назначен Адиль Чарчани[1].
- 16 января — в Лиссабоне состоялся «Марш мира» — 200-тысячная демонстрация в защиту мира, против угрозы войны и размещения в Португалии ядерного оружия.
- 18 января — самая крупная катастрофа авиационной пилотажной группы ВВС США «Буревестники», известная в прессе как Diamond Crash[англ.], произошедшая на авиабазе Крич[англ.], штат Невада. Погибли 4 лётчика, выполнявших тренировочный групповой пилотаж на Northrop T-38 Talon.
- 19 января — в Польской Народной Республике объявлено об увеличении цен на продовольственные товары с 1 февраля (от 200 до 400 %).
- 21 января — Британский Национальный союз горняков после долгих переговоров с правительством согласился на увеличение заработной платы на 9,3 %.
- 24 января — президент Египта Хосни Мубарак заявил о приверженности политике неприсоединения и запросил помощи у СССР в индустриализации страны.
- 26 января — президентом Финляндии избран социал-демократ Мауно Койвисто[2].
- 27 января — премьер-министр Ирландии Гаррет Фицджеральд объявил о своей отставке из-за проблем с бюджетом на 1981—1982 годы.
- 28 января — в Италии после 42-дневного заключения у «Красных бригад» антитеррористические подразделения освободили бригадного генерала США Джеймса Ли Дозиера.
- 31 января
  - Израиль дал согласие на присутствие миротворческих сил на Синайском полуострове.
  - Из-за беспорядков в польском Гданьске, вызванных повышением цен на продовольственные товары, власти ввели в городе комендантский час.

### Февраль
- 1 февраля — вступил в силу договор о свободной конфедерации Сенегала и Гамбии, Конфедерация Сенегамбия просуществовала до 30 сентября 1989 года.
- 2 февраля — начало Резни в Хаме, Сирия.
- 3 февраля — президент Сирии Хафез Асад приказал армии очистить город Харран от «братьев-мусульман».
- 4 февраля — в Суринаме фактически правящий в стране с февраля 1980 Национальный военный совет сместил правительство и президента страны Чан А Сена. И. о. президента 8 февраля назначен Ф. Рамдат Мисир[3].
- 5 февраля
  - Крах лондонской авиакомпании Laker Airways, оставившей 6000 пассажиров и 270 млн долларов долгов.
  - Великобритания ввела экономические санкции против СССР в ответ на введение военного положения в Польше.
- 7 февраля
  - На всеобщих выборах в Коста-Рике победила Партия национального освобождения (55 % голосов и 33 из 57 мест в парламенте) и её кандидат в президенты Луис Альберто Монхе (59 % голосов).
  - На парламентских выборах в Лихтенштейне победил правящий Патриотический союз (53,5 % голосов и 8 из 15 мест в парламенте), премьер-министром остался её лидер Ханс Брунхарт.
- 9 февраля
  - Европейское экономическое сообщество и США заявили о прекращении переговоров «Запад-Восток» в Мадриде до тех пор, пока в Польше не будет отменено военное положение.
  - Председателем Совета министров Кампучии избран Чан Сы[3].
  - Катастрофа DC-8 в Токио.
- 15 февраля — во время шторма у побережья Ньюфаундленда затонула нефтяная платформа Ocean Ranger, погибло 84 рабочих.
- 16 февраля
  - Президентом Мальты избрана Агата Барбара[4].
  - Во время шторма у побережья Ньюфаундленда затонул советский контейнеровоз «Механик Тарасов». Из 37 членов экипажа погибли 32.
- 18 февраля
  - На досрочных всеобщих парламентских выборах в Ирландии победила оппозиционная партия Фианна Файл (47,3 %, 81 из 166 мест в палате представителей), её лидер Чарльз Хоги 9 марта стал премьер-министром.
  - Совершена единственная насильственная акция польской оппозиции: активистами SZPP убит в варшавском трамвае сержант милиции Здзислав Карос.
- 19 февраля
  - В Испании начинается судебный процесс по делу 32 офицеров, обвиняемых в попытке государственного переворота в 1981 году (3 июня приговорены к 30 годам тюремного заключения).
  - Новое правительство Финляндии возглавил социал-демократ Калеви Сорса.
- 21 февраля — Катастрофа DHC-6 под Провиденсом: из-за пожара на борту самолёт компании Pilgrim Airlines был вынужден совершить аварийную посадку на лёд водохранилища Скитуат. Из 12 человек, находившихся на борту, погиб 1.
- 23 февраля — на референдуме в Гренландии 52 % высказалось за выход из ЕЭС[5][6].
- 24 февраля — сторонники Движения за свободу Уганды начали наступление на столицу страны Кампалу.
- 25 февраля — Европейский суд по правам человека постановил, что учителя, применяющие телесные наказания к детям против воли их родителей, нарушают Конвенцию по защите прав человека.
  - В Чили агентами военной хунты убит лидер профсоюзной оппозиции Тукапель Хименес.
- 28 февраля — в условиях однопартийности в КНДР прошли выборы в Верховное народное собрание[4].

### Март
- 1 марта — советский спускаемый аппарат «Венера-13» совершил посадку на планете Венера.
- 4 марта — завершено строительство Навоийской ГРЭС в Узбекистане, СССР.
- 5 марта — в условиях однопартийности в Алжире прошли выборы в Верховное народное собрание, все 462 места получили кандидаты правящего Фронта национального освобождения[7].
- 7 марта — на всеобщих выборах в Гватемале победила коалиция Народный демократический фронт (38,9 %, 33 из 66 мест в парламенте), её кандидат, министр оброны Анхель Гевара избран президентом, однако в должность так и не вступил из-за переворота 23 марта[4].
- 9 марта — премьер-министром Ирландии стал Чарльз Хоги.
- 10 марта
  - США ввело эмбарго на импорт ливийской нефти и на поставки в Ливию высокотехнологичного оборудования, обвиняя последнюю в поддержке терроризма.
  - Сизигия: все 9 планет Солнечной системы выстроились с одной стороны Солнца.
- 11 марта — британское правительство объявило о намерении приобрести американские ракетные пусковые установки «Трайдент II» для замены «Поларисов» на подводных лодках.
- 14 марта — на парламентских выборах в Колумбии победила либеральная партия (45,9 %, 104 из 199 мест в палате представителей)[8].
- 15 марта — президент Никарагуа Даниэль Ортега приостановил действие конституции и ввёл в стране военное положение.
- 16 марта — Фолклендская война: аргентинский торговец металлическим ломом высадился на острове Южная Георгия и водрузил там аргентинский флаг.
- 21 марта — скандальный Гран-при Бразилии завершился дисквалификацией двух лидеров гонки, последовавшие события привели к реорганизации всей Формулы-1.
- 22 марта — 3-й старт по программе «Спейс шаттл». 3-й полёт шаттла Колумбия. Экипаж — Джек Лаусма, Чарльз Фуллертон.
- 23 марта — военный переворот в Гватемале, к власти пришёл генерал Хосе Эфраин Риос Монтт, 9 июня провозгласивший себя президентом.
- 24 марта — военный переворот в Бангладеш, власть перешла к начальнику штаба армии Хуссейну Мохаммаду Эршаду, назначившему 26 марта главного судью Верховного суда Ахсануддина Чоудхури президентом страны[8].
- 29 марта — Елизавета II утвердила Акт о Канаде 1982, ставший ступенью к принятию канадской конституции (см. 17 апреля).
- 30 марта — премьер-министром Суринама назначен Генри Нейхорст[3].

### Апрель
- 2 апреля
  - Начало Фолклендской войны: аргентинские войска захватили Фолклендские острова, Аргентина официально вернула им название «Мальвинские». Великобритания разорвала дипломатические отношения с Аргентиной.
  - Фолклендская война: Фолклендские острова полностью перешли под аргентинский контроль, британское правительство островов сдалось.
  - В СССР газета «Известия» сообщает, что советские учёные А. С. Монин и Г. И. Баренблатт раскрыли загадку неопознанных летающих объектов, объяснив их атмосферными явлениями
- 3 апреля
  - Совет Безопасности ООН принял резолюцию 502, в которой содержалось требование к Аргентине о выводе войск с Фолклендских островов.
  - Состоялся первый полёт аэробуса «Airbus A310».
- 4 апреля — Фолклендская война: первые корабли оперативной группы британских королевских ВМС направляются к Фолклендским островам.
- 5 апреля — на первой сессии Верховного народного собрания КНДР 7-го созыва президентом страны переизбран Ким Ир Сен, премьером Административного совета — Ли Ден Ок[4].
- 6 апреля — беспрецедентно сильные для апреля вьюги парализовали жизнь на северо-востоке США.
- 7 апреля
  - Фолклендская война: Великобритания объявила об установлении с 12 апреля 200-мильной «военной зоны» вокруг Фолклендских островов[9].
  - Государственный секретарь США Александр Хейг предложил свою кандидатуру на роль посредника в урегулировании спора по поводу Фолклендских островов.
  - В СССР опубликована нота протеста Советского правительства правительству США с обвинением в применении химического оружия в Лаосе, Кампучии и Афганистане.
- 10 апреля — Фолклендская война: страны ЕЭС приняли решение о введении с 16 апреля запрета на импорт всех товаров из Аргентины (отменён 21 июня)[9].
- 12 апреля
  - В ночь на 12 апреля на советской антарктической станции «Восток» после возникшего пожара погиб 1 человек, сгорели все основные и резервные дизель-генераторы, станция осталась обесточена. Впоследствии 20 человек персонала провели трудную 8-месячную зимовку.
  - Фолклендская война: ЕЭС ввело экономические санкции против Аргентины.
  - В газете «Комсомольская правда» опубликована статья «Рагу из синей птицы», содержащая критику творчества группы «Машина времени» и рок-музыки в целом.
- 15 апреля — в Каире (Египет) казнены пять исламских фундаменталистов, осуждённых за соучастие в убийстве президента Анвара Садата.
  - В Бонне подписано военное соглашение между США и ФРГ, согласно которому Соединённым Штатам предоставлялось право «в случае кризисной ситуации или войны» увеличить более чем в 2 раза контингент своих наземных и военно-воздушных сил на территории ФРГ.
- 17 апреля — королева Великобритании Елизавета II и премьер-министр Канады Пьер Эллиот Трюдо подписали прокламацию о введении в действие первой конституции Канады (вместо Акта о Британской Северной Америке, существовавшего с 1867 года)[10].
- 19 апреля
  - Запуск на околоземную орбиту советской долговременной орбитальной станции «Салют-7» (сошла с орбиты 7 февраля 1991 года).
  - Фолклендская война: британское правительство отклонило предложенный госсекретарём США А. Хейгом план урегулирования Фолклендского кризиса (29 апреля Аргентина поступила аналогично Великобритании).
- 22—26 апреля — на всеобщих выборах в Малайзии правящий Национальный фронт получил 60,5 % голосов и 132 из 154 мест в парламенте. Премьер-министром страны остался Махатхир Мохамад.

- 23 апреля

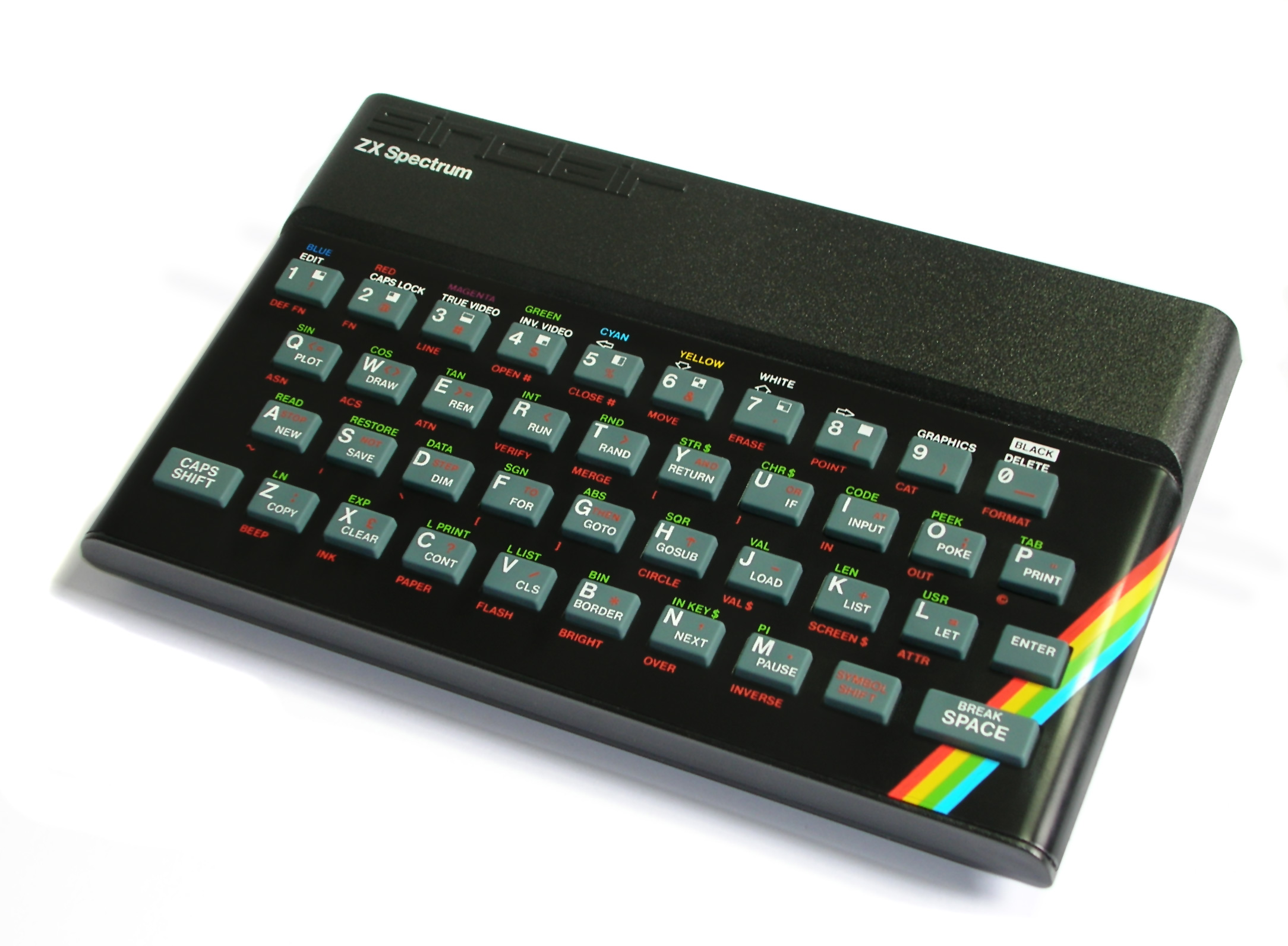
компьютер «ZX Spectrum»

  - Английская компания «Sinclair Research Ltd» представила 8-разрядный домашний компьютер «ZX Spectrum», один из наиболее популярных компьютеров в Европе в 1980-е годы.
  - Мэр Ки-Уэста (Флорида) Дэннис Уардлоу на один день объявил независимую «Республику Конк».
- 24 апреля — авария Ан-12 в Новом Уренгое.
- 25 апреля
  - Фолклендская война: британские войска освободили остров Южная Георгия.
  - Согласно израильско-египетскому мирному договору Израиль завершил вывод войск с Синайского полуострова. На Синае размещаются подразделения «многонациональных сил» (в основном из американского контингента).
- 27—30 апреля — в Лаосе прошёл III съезд Народно-революционной партии (первый легальный), правящей партии в стране. Генеральным секретарём ЦК переизбран Председатель Совета Министров Кейсон Фомвихан[11].
- 28 апреля — Фолклендская война: Великобритания объявила об установлении с 30 апреля 200-мильной «военной зоны» вокруг Фолклендских островов[7].
- 29 апреля
  - Население Китая превысило 1 миллиард человек.
  - Временным президентом Сальвадора стал Альваро Маганья[9].
- 30 апреля — Фолклендская война: США ввели экономические санкции против Аргентины (отменены 12 июля) и предложили Великобритании стратегические сырьевые материалы[7].

### Май
- 1 мая — в Сьерра-Леоне прошли парламентские выборы. В условиях однопартийности 85 мест из 194 получила партия Всенародный конгресс[7].
- 2 мая — Фолклендская война: британская атомная подводная лодка «Conqueror» потопила аргентинский крейсер «Генерал Бельграно», погибло 323 моряка (первое в истории потопление надводного корабля атомной подводной лодкой).
- 3 мая
  - Израильский премьер-министр Менахем Бегин заявил, что Израиль распространит свой суверенитет на оккупированные территории на Западном берегу реки Иордан.
  - Массовые протесты в Польше против режима военного положения, при подавлении погибли четыре человека.
  - В Сент-Люсии прошли внеочередные парламентские выборы. 14 мест из 17 получила Объединённая рабочая партия. Новым премьер-министром страны стал Джон Комптон[7].
- 4 мая
  - На парламентских выборах в Индонезии 64,3 % и 242 из 360 выборных мест получила правящая партия Голкар, оппозиционная Партия единства и развития — 27,8 % и 94 места[7].
  - Фолклендская война: после попадания аргентинской ракеты Exocet на английском эсминце «Sheffield» начался пожар, 20 моряков погибло. Корабль затонул 10 мая.
- 4—5 мая — на всеобщих выборах в Гамбии действующий президент Дауда Джавара получил 72,4 % голосов, а его Народно-прогрессивная партия — 61,7 % голосов и 27 из 35 выборных мест в Национальной ассамблее[7].
- с 4 по 10 мая — 11 участников советской альпинистской экспедиции на Эверест поднялись на вершину.
- 5 мая — террорист Унабомбер взорвал бомбу в департаменте компьютерных наук Университета Вандербильта, была ранена секретарь Джанет Смит.
- 7 мая — Фолклендская война: Британия объявила о блокаде аргентинского побережья[11].
- 9 мая — в Гвинее прошли безальтернативные президентские выборы, Ахмед Секу Туре переизбрался на очередной срок[12].
- 12 мая — испанский священник Хуан Эрнандес попытался ранить кинжалом папу Иоанна Павла II во время визита папы в Фатиму (Португалия).
- 13 мая — с космодрома Байконур осуществлён запуск советского пилотируемого космического корабля Союз Т-5. Экипаж — А. Н. Березовой, В. В. Лебедев (приземление экипажа — 10 декабря 1982 года).
- 14 мая — председателем Президиума СФРЮ (главой Югославии) стал Петар Стамболич[12].
- 16 мая
  - Председателем Союзного исполнительного веча (главой правительства Югославии) стала Милка Планинц[12].
  - На всеобщих выборах в Доминиканской республике победили Сальвадор Хорхе Бланко (46,7 % голосов) и выдвинувшая его правящая Доминиканская революционная партия, получившая 62 из 120 мест в парламенте[12].
- 21 мая
  - Премьер-министром правительства Румынии стал Константин Дэскэлеску[13].
  - Фолклендская война: Британские военные моряки и десантники высадились в заливе Сан-Карлос на Фолклендских островах[13].
  - Фолклендская война: Британский ракетный фрегат «Ardent» потоплен аргентинской авиацией, погибло 22 моряка.
  - В условиях однопартийности в Джибути прошли парламентские выборы[13].
- 23 мая — Фолклендская война: британский ракетный фрегат «Antelope» потоплен при попадании аргентинской авиабомбы, не разорвавшейся при этом.
- 24 мая
  - Ирано-иракская война: Иранские войска отбили город Хорремшехр.
  - На очередном пленуме ЦК КПСС принята Продовольственная программа. Председатель КГБ СССР Ю. В. Андропов избран секретарём ЦК. Новым главой КГБ 26 мая назначен В. В. Федорчук.
- 25 мая — Фолклендская война: британский контейнеровоз «Atlantic Conveyor» потоплен аргентинской авиацией, погибло 12 человек, также уничтожены вертолёты и оборудование для создания взлётно-посадочной полосы на захваченном плацдарме, транспортировавшиеся к месту конфликта.
- 27 мая — в Вашингтоне подписано соглашение между США и Марокко, предоставляющее американским вооружённым силам право «при чрезвычайных обстоятельствах» использовать некоторые марокканские военные базы в качестве перевалочных пунктов для транзита и заправки горючим (в обмен на обещание увеличить военную помощь Марокко)[13].
- 28 мая — 2 июня — впервые в истории папа римский посещает Великобританию.
- 29 мая — Фолклендская война: в сражении при Гуз-Грин британские парашютисты одерживают трудную победу в первом сухопутном сражении войны.
- 30 мая
  - Испания стала 16-м членом НАТО и первой страной, вступившей в альянс после принятия в него ФРГ в 1955 году.
  - На президентских выборах в Колумбии победил кандидат консервативной партии Белисарио Бетанкур (46,75 % голосов).

### Июнь

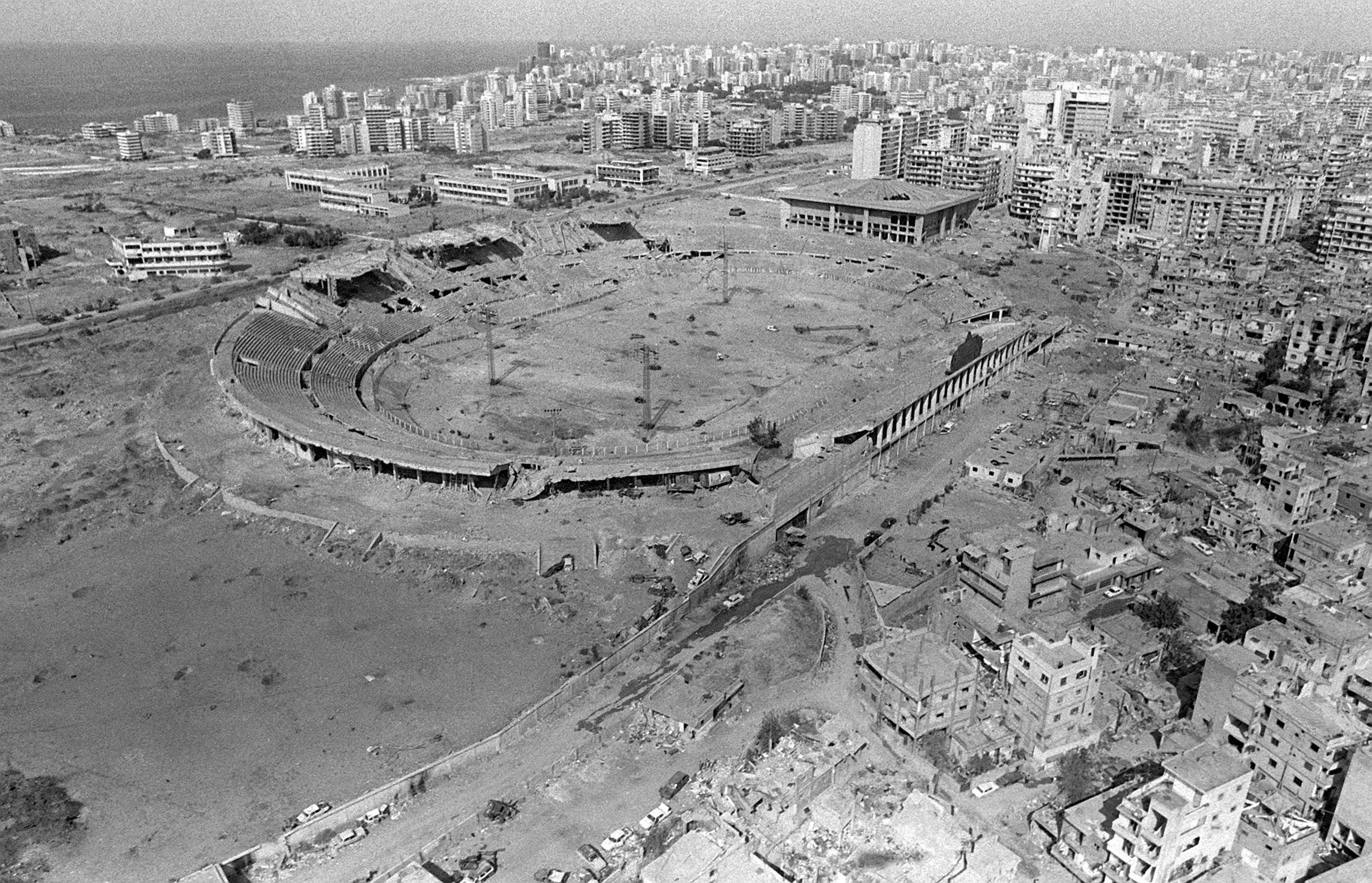
Ливанская война. Стадион в Бейруте, использовавшийся ООП как склад боеприпасов, после израильских бомбардировок. 1982 г.

- 3 июня — на лондонской улице выстрелом в голову ранен израильский посол в Великобритании Шломо Аргов.
- 4 июня
  - В ответ на покушение на Аргова израильская авиация нанесла бомбовый удар по местам дислокации Организации освобождения Палестины (ООП) в Ливане.
  - В СССР произведён запуск искусственного спутника земли «Космос-1374» типа БОР (беспилотный орбитальный ракетоплан) (через виток приводнился в Индийском океане).
- 6 июня
  - В Будапеште состоялся первый Кубок мира по сборке кубика Рубика.
  - Началась Ливанская война: израильские войска в ходе операции «Мир Галилее» вторглись в Южный Ливан и подошли к Бейруту.
  - Ливанская война: Совет Безопасности ООН призвал Израиль вывести войска из Ливана.
- 7 июня — вооружённые отряды повстанцев в Чаде захватили столицу страны Нджамену и свергли режим президента Гукуни Уэддея. Власть перешла к командующему Вооружённых сил Севера (ФАН) Хиссену Хабре[14].
- 8 июня
  - Президент Доминиканской Республики Антонио Гусман подал в отставку (4 июля застрелился).
  - авиакатастрофа в Бразилии, пассажирский самолёт Боинг-727 упал в лес около Форталезы, погибли 137 человек.
- 10 июня
  - На Багамских островах прошли парламентские выборы. правящая Прогрессивная либеральная партия получила 56,9 % голосов и 32 из 43 мест в парламенте.
  - в крупнейшей в истории ФРГ демонстрации протеста против гонки вооружений в Бонне приняли участие 400 тысяч человек[15].
- 11 июня
  - На парламентских выборах на Маврикии победила оппозиционное Маврикийское боевое движение — 63 % голосов и 42 из 60 мест в парламенте.
  - Ливанская война: вступило в силу перемирие между Сирией и Израилем.
- 12 июня — в акции протеста против ядерного оружия в Центральном парке Нью-Йорка приняло участие 750 000 человек (по другим данным — более миллиона)[15].
- 13 июня
  - После смерти короля Саудовской Аравии Халида его преемником провозглашён Фахд ибн Абдул-Азиз Аль Сауд[15].
  - В условиях однопартийной системы в Мали прошли парламентские выборы.
  - В провинции Альберта (Канада) 15 каратистов из клуба «Чёрные Леопарды» с согласия хозяина полностью разрушили дом голыми руками и ногами.
  - В Испании открылся Чемпионат мира по футболу.
  - После девальвации франка французское правительство объявило о замораживании заработной платы и цен (до 31 октября).
- 14 июня
  - Завершилась Фолклендская война: подписана аргентино-британская договорённость о прекращении огня, 15 июня аргентинские войска в Порт-Стэнли капитулировали, Великобритания восстановила свою администрацию на Фолклендских островах.
  - Ливанская война: израильские войска окружили в Западном Бейруте шесть тысяч боевиков ООП.
- 15 июня — премьер-министром Маврикия избран Анируд Джагнот[15].
- 17 июня
  - Президент Аргентины Леопольдо Гальтиери ушёл в отставку в связи с поражением страны в Фолклендской войне[16].
  - Новый правитель Чада Хиссен Хабре сформировал Временный государственный совет в качестве правительства и стал его председателем[14].
  - В СССР состоялся первый полёт вертолёта Ка-50.
  - Катастрофа Ту-134 под Североморском, погибли 15 человек.
- 18 июня — президент США Рональд Рейган объявил о решении продлить и расширить введённый в декабре 1981 года запрет на поставку в СССР оборудования для добычи нефти и газа (ввиду провала этих мер 13 ноября объявил об отмене своего решения)[16].
- 19 июня — тело банкира Роберто Кальви, председателя правления Banco Ambrosiano, найдено повешенным под мостом Блэкфрайерс в Лондоне.
- 20 июня — в Париже состоялся общенациональный Марш мира, приуроченный к дням работы специальной сессии Генеральной Ассамблеи ООН по разоружению. В марше участвовало 250 тыс. человек[16].
- 22 июня
  - Лидеры трёх кампучийских политических группировок встретились в Куала-Лумпуре, чтобы сформировать правительство в изгнании.
  - Президентом Аргентины стал генерал Рейнальдо Биньоне.
  - Правительство США распространило запрет на поставку материалов и оборудования для газопровода Сибирь — Западная Европа на компании, производящие оборудование по американским лицензиям.
  - Катастрофа Boeing 707 в Бомбее.
- 24 июня
  - В СССР запущен пилотируемый космический корабль «Союз Т-6». Экипаж старта и посадки — В. А. Джанибеков, А. С. Иванченков и первый французский космонавт Жан-Лу Кретьен. Приземление — 2 июля.
  - Самолёт British Airways, совершавший рейс из Индонезии, пролетел сквозь выбросы пепла вулкана Галунггунг. Несмотря на пожары двигателей, их отключения и повреждение обшивки, самолёту удалось завершить полёт.
- 27 июня:
  - Ливанская война: Израиль потребовал, чтобы подразделения ООП, окружённые в Западном Бейруте, сложили оружие. (29 июня им было разрешено покинуть Бейрут с оружием).
  - 4-й старт по программе Спейс Шаттл. 4-й полёт шаттла Колумбия. Экипаж — Томас Маттингли, Генри Хартсфилд.
- 28 июня — катастрофа Як-42 Аэрофлота под Наровлей (Белорусская ССР). Погибли 132 человека.
- 29 июня — на XII съезде Союза коммунистов Югославии председателем Президиума ЦК избран Митя Рибичич.
- С 30 июня по 6 июля в Мюнхене (Германия) прошла вторая пленарная сессия Смешанной международной комиссии по богословскому диалогу «Таинства церкви и евхаристия в свете тайны святой троицы»[17].

### Июль
- 1 июля — вступил в должность новый президент Аргентины генерал Рейнальдо Биньоне[16].
- 2 июля
  - В Рейкьявике подписано соглашение об экономическом сотрудничестве между СССР и Исландией[18].
  - В Мадриде подписано соглашение между США и Испанией о дружбе, обороне и сотрудничестве, позволяющее сохранять на территории Испании базы ВВС и ВМС США[18].
- 3-18 июля — забастовка машинистов в Великобритании из-за вопроса о часах рабочего времени.
- 4 июля
  - На президентских выборах в Мексике победил кандидат правящей Институционной революционной партии Мигель де ла Мадрид (74,3 % голосов)[19].
  - Четверо иранских дипломатов были похищены во время израильского вторжения в Ливан.
- 6 июля
  - Самое длительное в XX веке лунное затмение длительностью 236 минут, из них полное затмение — 106 минут.
  - Катастрофа Ил-62 под Москвой, погибли все 90 человек, находившихся на борту.
- 9 июля — Катастрофа Boeing 727 в Кеннере (Луизиана, США). Погибли 146 человек на борту самолёта и 8 на земле.
- 10 июля — убийство Калинки Бамберски[20]
- 11 июля — в финале чемпионата мира по футболу Италия обыграла ФРГ со счётом 3:1.
- 11-17 июля — на парламентских выборах на Фиджи победила правящая Партия единения премьер-министра Камисесе Мара (51,8 % голосов и 28 из 52 мест в парламенте)[19].
- 12 июля — президентом Индии избран министр внутренних дел Заил Сингх[19].
- 15 июля
  - В Великобритании арестован советский шпион Джеффри Прайм.
  - В Москве подписано соглашение об оказании СССР экономического и технического содействия в строительстве объектов в Кампучии[19].
- 17 июля — начат частичный вывод войск Вьетнама из Кампучии[19].
- 19 июля
  - Президентом Боливии назначен начальник генерального штаба генерал Гидо Вильдосо, сменивший ушедшего в отставку генерала Сельсо Торрелио[19].
  - В Сальвадоре произошло землетрясение силой 7,5 балла по шкале Рихтера, которое затронуло четверть территории и привело к гибели нескольких человек и серьёзному материальному ущербу.[источник не указан 1006 дней]
- 20 июля — боевики ИРА взорвали 2 бомбы в Лондоне, погибли 8 солдат, ранены 47 человек.
- 23 июля — Международная китобойная комиссия объявила о прекращении коммерческого китобойного промысла к 1985—1986 году.
- 27 июля — серия штормов вызвала разлив реки Мапочо, что стало одним из крупнейших бедствий в истории Сантьяго-де-Чили. Всего в стране пострадало около 6 миллионов человек, 15 погибло.[источник не указан 1006 дней]
- 29 июля — Совет Безопасности ООН принял резолюцию, требующую от Израиля прекратить блокаду Бейрута[21].
- 30 июля — отставка президента Панамы Аристидеса Ройо по состоянию здоровья. Пост президента занял вице-президент Рикардо де ла Эсприэлья[21].
- 31 июля — в Боне (Франция) в автомобильной катастрофе погибли 53 человека, в том числе 46 детей.

### Август
- 2 августа — новым премьер-министром Папуа-Новой Гвинеи стал Майкл Сомаре[21].
- 4 августа — Совет Безопасности ООН осудил Израиль, за оставление войск в Ливане.
- 12 августа — Мексика объявила о неспособности выплачивать внешний долг, что спровоцировало бюджетный кризис, быстро распространившийся на всю Латинскую Америку.
- 14 августа
  - Катастрофа Як-40 под Базарными Матаками (Татарская АССР).
  - В аэропорту Сухуми столкнулись самолёты Ту-134 и Let L-410, погибли 11 человек.
- 17 августа
  - В Германии общественности представлены первые компакт-диски (CD).
  - В столице Сейшельских островов Виктории в отсутствие президента Франса-Альбера Рене произошла попытка военного переворота во главе с сержантом Дж. Николе. Мятеж был подавлен.
- 19 августа — запуск советского космического корабля «Союз Т-7». Экипаж старта — Л. И. Попов, А. А. Серебров и С. Е. Савицкая, приземление — 27 августа 1982 года на КК"Союз Т-5".
- 20 августа — Ливанская война: в Бейрут начали вводиться многонациональные силы, чтобы контролировать вывод формирований ООП (сначала французские войска, затем, с 25 августа, морская пехота США).
- 21 августа-1 сентября — Ливанская война: вывод бойцов ООП из Западного Бейрута[22].
- 23 августа — ливанский парламент избрал лидера правонационалистической христианской партии Катаиб Башира Жмайеля президентом страны[22].
- 26 августа — аргентинское правительство отменило запрет на деятельность политических партий.
  - Крупнейшие протесты в Польше против режима военного положения, при подавлении погибли восемь человек.

### Сентябрь

Американец Скотт Фалман впервые предложил использовать смайлики в электронной переписке.

- 1-11 сентября — в Пекине прошёл XII съезд Коммунистической партии Китая. Осуждён период Культурной революции, провозглашено очищение от пороков эпохи правления Мао Цзэдуна, Ху Яобан избран генеральным секретарём партии, его предшественник Хуа Гофэн выведен из состава Политбюро.
- 3 сентября — убит итальянский борец с терроризмом и мафией генерал Карло Альберто далла Кьеза.
- 5 сентября — впервые проведена советско-американская телевизионная передача с использованием космических средств связи (телемост) — диалог музыкальных коллективов.
- 8 сентября — на парламентских выборах в Нидерландах социал-демократическая Партия труда получила 30,4 % голосов (47 мест из 150 в парламенте), партия Христианско-демократический призыв — 29,4 % (45 мест), праволиберальная Народная партия за свободу и демократию — 23,1 % (36 мест)[22].
- 10 сентября — новое коалиционное правительство Дании возглавил Поуль Шлютер (первый консервативный премьер-министр страны с 1901 года)[23].
- 14 сентября — в Бейруте убит президент Ливана Башир Жмайель[22].
- 16-17 сентября — отрядами ливанской христианской милиции убиты сотни палестинцев в лагерях беженцев Сабра и Шатила в Западном Бейруте[23].
- 19 сентября
  - На парламентских выборах в Швеции оппозиционная в течение 6 лет Социал-демократическая рабочая партия, получив 45,6 % голосов и 166 из 349 мест в риксдаге, вернулась к власти[23].
  - Американец Скотт Фалман впервые предложил использование смайликов.
- 21 сентября
  - Президентом Ливана избран Амин Жмайель, брат погибшего Башира Жмайеля[22].
  - По предложению ООН впервые отмечен Международный день мира.
- 25 сентября
  - В Израиле около 400000 манифестантов вышли с требованием отставки премьер-министра Менахема Бегина.
  - В Албанию нелегально проникла группа Джевдета Мустафы с целью убийства диктатора Энвера Ходжи.
- 26 сентября—1 октября — серия отравлений с помощью отравленного «тайленола» в Чикаго. После употребления капсул, в которых оказался цианистый калий, погибли 7 человек.
- 29 сентября — катастрофа Ил-62 в Люксембурге, погибли 7 человек.

### Октябрь
- 1 октября

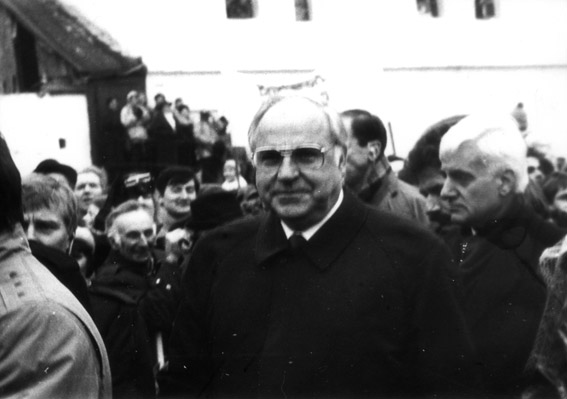
Канцлер ФРГ Гельмут Коль

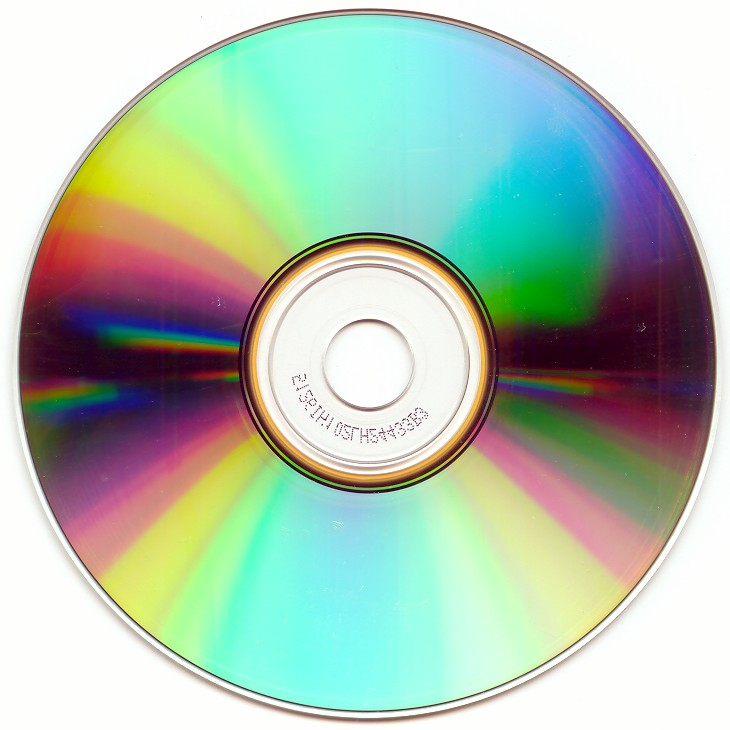
Компания Sony выпустила первый проигрыватель компакт-дисков

  - Гельмут Коль сменил Гельмута Шмидта на посту федерального канцлера ФРГ.
  - Корпорация Sony наладила производство первого проигрывателя компакт-дисков (модель CDP-101).
- 5 октября — президентом Боливии избран лидер блока левых сил Фронт демократического и народного единства Эрнан Силес Суасо[24].
- 8 октября — в Польше запрещена деятельность профсоюза «Солидарность».
- 11 октября — с морского дна поднят корабль Mary Rose, флагман английского короля Генриха VIII, затонувший в 1545 году.
- 15 октября — в США сняты законодательные ограничения на деятельность ссудо-сберегательных ассоциаций.
- 20 октября
  - Произошла трагедия в Лужниках: в давке после футбольного матча погибли 66 человек[25].
  - На выборах в Шри-Ланке президентом избран Джуниус Джаявардене[24] (52,9 % голосов).
- 21 октября — председатель Временного государственного совета Чада Хиссен Хабре провозгласил себя президентом Чада и председателем Совета министров[15].
- 22 октября
  - В условиях однопартийности в Бурунди прошли выборы в Национальное собрание[26].
  - В результате столкновения на р. Днепр в районе г. Новая Каховка теплохода «Ильичёвск» и судна на подводных крыльях «Нептун» (типа «Ракета») погибли 16 человек[27].
- 24 октября — в результате взрыва угольной пыли на шахте «Распадская» (г. Междуреченск, Кемеровская область) погибли 20 человек[28].
- 27 октября — в Канаде День Доминиона официально переименован в День Канады.
- 28 октября — на парламентских выборах в Испании победила социалистическая рабочая партия, получившая 48,1 % голосов и 202 из 350 мест в парламенте и 134 из 208 в сенате. Новым премьер-министром страны избран Фелипе Гонсалес[26].

### Ноябрь
- 3 ноября

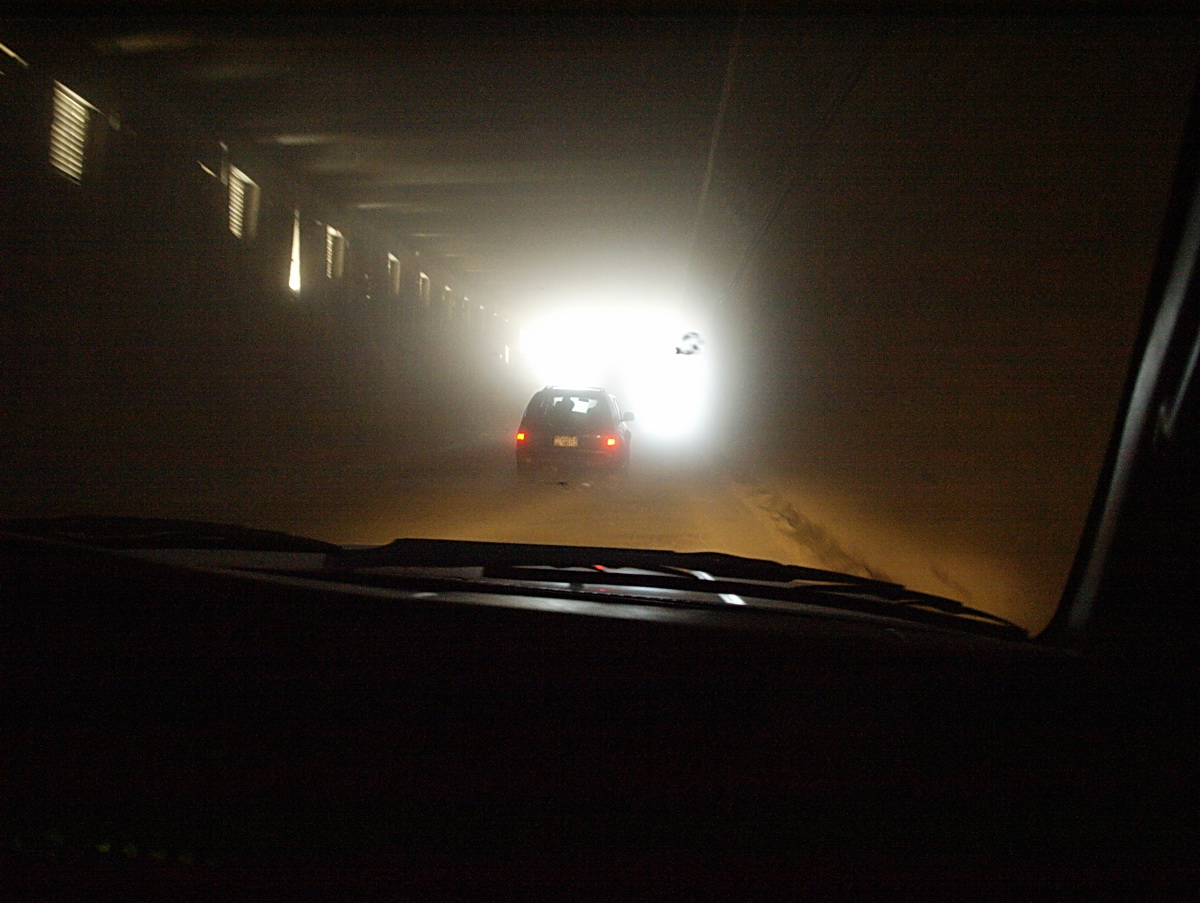
В тоннеле Саланг

  - В тоннеле СалангВ тоннеле Саланг, Демократическая Республика Афганистан в возникшей при перемещении военной колонны автомобильной пробке отравились насмерть выхлопными газами около 180 афганских и советских военнослужащих[29].
  - Промышленный индекс Доу Джонса возрос на 43,41 пункта или 4,25 %, составив на момент закрытия торгов 1065,49 пункта, впервые увеличившись за 9 лет. Предыдущий рекорд был зафиксирован 11 января 1973, когда его значение составило 1051,70 пункта. Это рекордный рост данного рейтинга.
- 4 ноября — новым премьер-министром Нидерландов стал Рууд Любберс[26].
- 6 ноября — новым президентом Камеруна стал Поль Бийя, сменивший находившегося на этом посту с 1960 года Ахмаду Ахиджо[30].
- 7 ноября
  - На общенациональном референдуме в Турции одобрена новая конституция страны, а председатель Совета национальной безопасности Кенан Эврен автоматически избрал президентом страны на 7 лет[30].
  - На президентских выборах на Мадагаскаре действующий президент Дидье Рацирака переизбран на новый срок, получив 80,16 % голосов[30].
  - В результате военного переворота в Верхней Вольте власть перешла к Временному комитету национального спасения во главе с майором Жаном-Батистом Уэдраого[30].
- 10 ноября — скончался Генеральный секретарь ЦК КПСС, Председатель Президиума Верховного Совета СССР Леонид Ильич Брежнев[30].
- 11 ноября — 5-й старт по программе Спейс Шаттл. 5-й полёт шаттла Колумбия. Экипаж — Вэнс Бранд, Роберт Овермайер, Джозеф Аллен, Уильям Ленуар.
- 12 ноября — на внеочередном пленуме ЦК КПСС генеральным секретарём ЦК КПСС избран Юрий Владимирович Андропов[30].
- 13 ноября — в Вашингтоне открыт мемориал ветеранов войны во Вьетнаме.
- 14 ноября
  - В условиях однопартийности в Албании прошли выборы в Народное собрание[30].
  - Лидер польского профсоюза «Солидарность» Лех Валенса освобождён после 11-месячного заключения.
- 15 ноября — на парламентских выборах в Бразилии победила правящая социал-демократическая партия, получившая 43,2 % голосов и 235 из 479 мест в палате депутатов[31].
- 16 ноября
  - Впервые с 1969 года начались советско-китайские переговоры (проходили в Москве).
  - Катастрофа Ан-12 под Ивановом, 7 погибших.
- 22 ноября — новым председателем президиума Народного Собрания Албании (главой страны) стал Рамиз Алия, сменивший на этом посту Хаджи Леши, находившегося на этом посту с 1953 года[30].
- 24 ноября — на внеочередных парламентских выборах в Ирландии первое место заняла либеральная партия Фианна Файл, получившая 45,2 % голосов и 75 из 166 мест в палате представителей, премьер-министром страны остался Гаррет Фицджеральд от коалиции либерально-консервативной Фине Гэл и лейбористской партии[31].
- 27 ноября — премьер-министром Японии стал Ясухиро Накасонэ[31].
- 28 ноября — в Женеве собрались представители 88 стран мира, чтобы обсудить вопросы свободной торговли.
- 29 ноября — Война в Афганистане: Генеральная Ассамблея ООН приняла резолюцию № 37, согласно которой СССР должен вывести войска из Афганистана.

### Декабрь
- 1 декабря
  - Новым председателем Совета министров Италии стал христианский демократ Аминторе Фанфани[32].
  - Новым премьер-министром Испании стал лидер социалистов Фелипе Гонсалес[32].
  - Вышел в свет альбом Майкла Джексона „Thriller“, ставший самым продаваемым альбомом в истории музыки.
- 2 декабря — в Университете Юты впервые пациенту было пересажено постоянное искусственное сердце. 61-летний пенсионер Барни Кларк прожил с этим устройством 112 дней.
- 4 декабря — принята новая конституция КНР.
- 6 декабря — В городе Балликелли (графство Лондондерри), Северная Ирландия, ИРА произвела взрыв в пабе, погибло 17 человек.
- 7 декабря
  - В Техасе (США) впервые произведена казнь при помощи смертельной инъекции.
  - Палата представителей США отказалась удовлетворить запрос президента Рейгана о выделении 988 млн долларов на строительство и испытания первых пяти из 100 ракет класса «MX».
- 8 декабря
  - Президентом Швейцарии на 1983 год избран Пьер Обер[32].
  - Расправа над оппозицией («Декабрьские убийства») в Суринаме.
- 9 декабря
  - В Никарагуа разбился эвакуировавший беженцев вертолёт Ми-8, погибли 84 человека.
  - В Суринаме ушло в отставку правительство Генри Нейхорста[3].
- 10 декабря — приземление советского корабля «Союз Т-7». Экипаж посадки — А. Н. Березовой, В. В. Лебедев.
- 12 декабря — 20 тысяч женщин в Великобритании создали живое кольцо вокруг военной базы Гринем-Коммон, протестуя таким образом против размещения на ней американских крылатых ракет.
- 13 декабря — при возвращении в место постоянной дислокации после участия в поиске и эвакуации экипажа «Союза Т-7» в районе г. Кустанай (Казахская ССР) разбился военно-транспортный вертолёт Ми-6, погибли 15 человек.
- 15 декабря — Международный валютный фонд согласился предоставить Бразилии заём в размере 4,5 миллиарда долларов для обслуживания иностранного долга.
- 19 декабря — Польская Народная Республика объявила об отмене военного положения в стране (введено 12 декабря 1981 года) с 31 декабря.
- 23 декабря — катастрофа Ан-26 в Ростове-на-Дону, погибли 16 человек.
- 24 декабря — совершил первый полёт самый большой в мире советский серийный грузовой самолёт Ан-124 Руслан.
- 26 декабря — впервые журналом TIME человеком года был назван не человек, а компьютер.

### Без точных дат

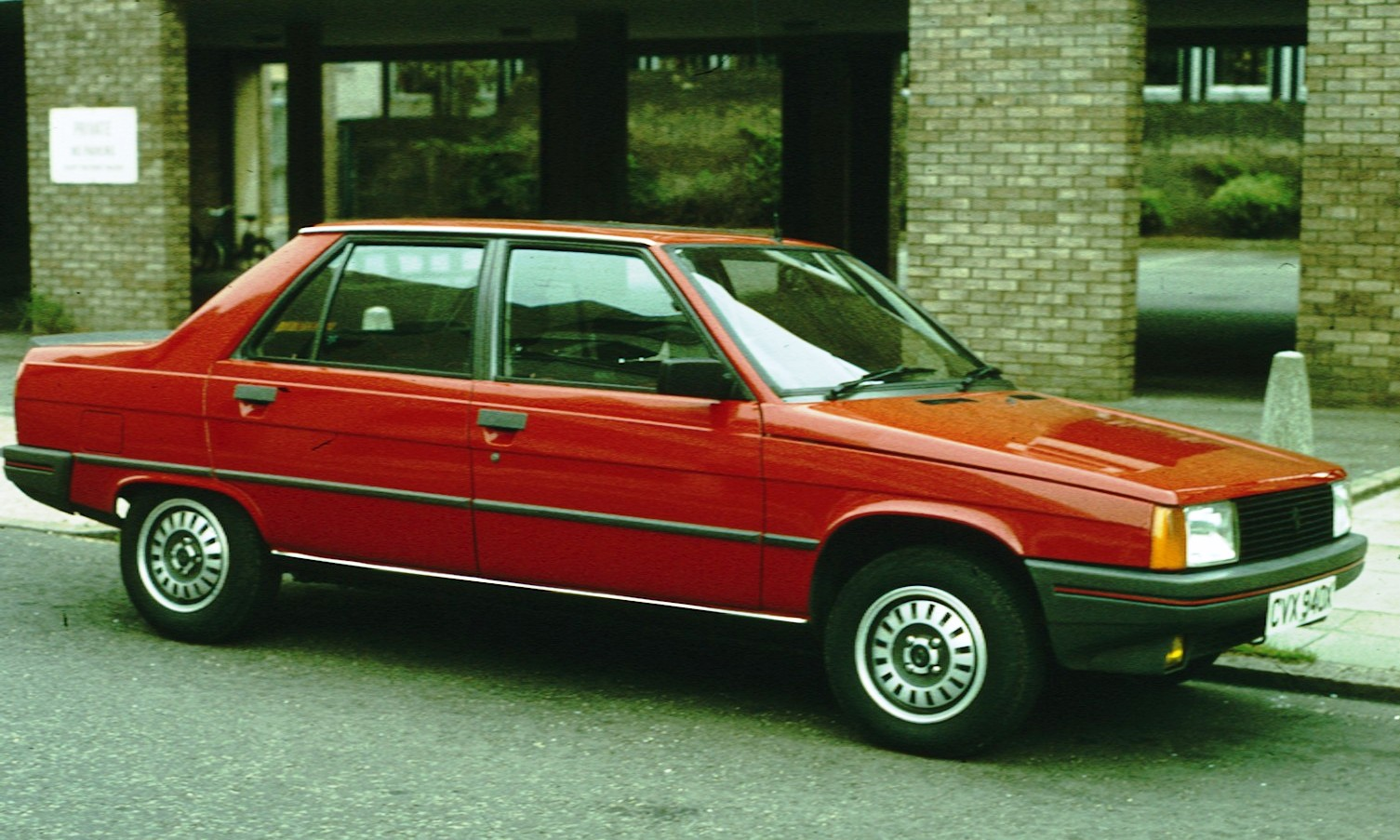
Рено 9 — Автомобиль 1982 года в Европе

- Германия начала набор в собственный отряд космонавтов.
- Становится популярен кубик Рубика.
- На всей территории СССР начала работать вторая общесоюзная телепрограмма.
- Появился бренд Toyota Camry.
- Начат выпуск персональных компьютеров Commodore 64, до 1994 было продано 20 миллионов экземпляров.
- Глобальный излишек сырой нефти привёл к падению цен на бензин.
- Автомобилем года в Европе стал Renault 9.
- Князь Михалко Юрьевич канонизирован Русской православной церковью в составе Собора Владимирских святых[33].
- Агафия Всеволодовна канонизирована РПЦ, с включением её в Собор Владимирских святых[34].
- Андрей Юрьевич Боголюбский канонизирован РПЦ с включением в Собор Владимирский святых[35].

## Искусство

### Кино
- На экраны СССР выходят фильмы ставшие впоследствии любимыми и широко известными:
  - «Баллада о доблестном рыцаре Айвенго» Сергея Тарасова
  - «Вокзал для двоих» Эльдара Рязанова
  - «Дом, который построил Свифт» Марка Захарова
  - «Покровские ворота» Михаила Козакова
  - «Полёты во сне и наяву» Романа Балаяна
  - «Сказка странствий» Александра Митты
  - «Спортлото-82» Леонида Гайдая
  - «Чародеи» Константина Бромберга
- На мировые экраны выходят фильмы:
  - «Инопланетянин» (США) Стивена Спилберга
  - «Ганди» (США) Ричарда Аченборо
  - «Тутси» (США) Сидни Поллака
  - «Выбор Софи» (США) Уильяма Стайрона
  - «Фанни и Александр» (Швеция) Ингмара Бергмана
  - «Нечто» (США) Джона Карпентера
  - «Рокки 3» (США) Сильвестера Сталлоне
  - «Рэмбо: Первая кровь» (США) Теда Котчеффа
  - «Бегущий по лезвию» (США) Ридли Скотта
  - «Конан-варвар» (США) Джона Милиуса
  - «Стена» (США) Алана Паркера
  - «Ас из асов» (Франция-ФРГ) Жерара Ури
  - «Знахарь» (Польша) Ежи Гофмана

### Музыка
- В СССР создана рок-группа Динамик, которая, выпустив 2 альбома, скоропостижно распалась в следующем году.
- Де-факто распалась группа ABBA (последнее публичное появление в качестве коллектива — 11 декабря).

Вышли в свет следующие альбомы популярных исполнителей и групп:
- Battle Hymns (Manowar, LP, Capitol Records, дебютный альбом)
- Beat (King Crimson)
- Blackout (Scorpions)
- Black Metal (Venom)
- Broadsword and the Beast (Jethro Tull)
- Coda (Led Zeppelin, LP, Swan Song, 19 ноября)
- Driver Down (Van Halen)
- Hot Space (Queen)
- Live Evil (Black Sabbath)
- Love Over Gold (Dire Straits)
- Restless and Wild (Accept)
- Rock in a Hard Place (Aerosmith)
- Speak of the Devil (Ozzy Osbourne)
- Straight Between the Eyes (Rainbow)
- The Number of the Beast (Iron Maiden)
- The Sky's Gone Out (Bauhaus)
- 45 (Кино, LP)
- Свинья на радуге (ДДТ)
- Послушай, человек (Круиз)
- Screaming for Vengeance (Judas Priest)
- Tug Of War (Paul McCartney)

## Персоны года
Человек года по версии журнала Time — Персональный компьютер («Машина года»; первый лауреат — неодушевлённый предмет).

## Родились
См. также: Категория:Родившиеся в 1982 году

### Январь
- 1 января — Пынар Чаглар Генчтюрк, турецкая актриса театра, кино и телевидения.
- 3 января — Джоди Уиттакер, английская актриса.
- 6 января — Эдди Редмэйн, британский киноактёр, обладатель премии «Оскар».
- 7 января — Лорен Коэн, американская актриса и фотомодель.
- 8 января — Гэби Хоффманн, американская актриса.
- 9 января — Кэтрин, принцесса Уэльская, супруга принца Уильяма, наследника британского престола.
- 12 января — Аньорка Штрехель, немецкая актриса театра и кино.
- 13 января — Рут Уилсон, британская киноактриса.
- 14 января — Виктор Вальдес, испанский футболист, вратарь.
- 15 января
  - Екатерина Волкова, российская киноактриса («Воронины»).
  - Эмина Яхович, сербская поп-певица, автор песен, модель и актриса.
- 19 января — Алла Юганова, российская актриса театра и кино.
- 20 января — Эрин Уоссон, американская топ-модель
- 25 января
  - Ноэми, итальянская певица.
  - Клаудия Ким, южно-корейская актриса и фотомодель.
- 29 января — Адам Ламберт, американский певец, поэт-песенник и актёр.
- 31 января — Елена Папаризу, греческая певица.

### Февраль
- 3 февраля
  - Дмитрий Соловьёв, российский подводник-гидронавт, Герой Российской Федерации (2019, посмертно).
  - Вера Брежнева, экс-солистка группы «ВИА Гра».
  - Бриджит Риган, американская актриса кино и театра.
- 4 февраля — Кимберли Уайатт, американская певица, танцовщица, хореограф и телеведущая.
- 6 февраля — Элис София Ив, английская актриса, продюсер.
- 8 февраля — Лаура Кеосаян, российская актриса театра и кино.
- 11 февраля — Натали Дормер, английская актриса.
- 13 февраля — Бриджит Риган, американская актриса театра и кино.
- 14 февраля — Ирина Дубцова, российская певица, поэтесса и композитор
- 22 февраля — Дичен Лакмэн, американская актриса.
- 25 февраля
  - Тара Уилсон, канадская актриса и предприниматель.
  - Мария Канеллис, американский профессиональный рестлер, модель и певица.
- 28 февраля
  - Елена Слесаренко, российская прыгунья в высоту, олимпийская чемпионка (2004), двукратная чемпионка мира в помещении, заслуженный мастер спорта России.
  - Наталья Водянова, российская модель.
  - Николай Наумов, российский киноактёр («Реальные пацаны»).

### Март
- 3 марта
  - Джессика Бил, американская актриса.
  - Мерседес Масон, шведская актриса.
- 5 марта — Екатерина Маликова, российская актриса театра и кино, модель.
- 8 марта
  - Алёна Биккулова, российская актриса театра и кино, эстрадная певица и композитор, автор песен.
  - Маржори Эстиано, бразильская актриса и певица.
- 11 марта
  - Линдси Маккеон, американская актриса.
  - Тора Бёрч, американская актриса.
- 13 марта — Евгений Понасенков, российский публицист, видеоблогер, телеведущий и режиссёр.
- 14 марта — Кейт Маберли, английская актриса
- 18 марта
  - Ольга Арнтгольц, российская актриса театра и кино.
  - Татьяна Арнтгольц, российская актриса театра и кино.
- 22 марта — Констанс Ву, американская актриса.
- 25 марта
  - Алекс, бразильский футболист итальянского происхождения.
  - Шон Фэрис, актёр, модель, продюсер («Никогда не сдавайся»).
  - Юлия Вайшнур, российская актриса театра и кино.
  - Дженни Слейт, американская актриса, комедиантка и сценаристка.
- 31 марта — Джудит Шекони, английская актриса и фотомодель.

### Апрель
- 3 апреля — Коби Смолдерс, канадская актриса и модель.
- 5 апреля — Хейли Этвелл, английская актриса.
- 7 апреля — Соледад Фандиньо, аргентинская актриса и модель.
- 9 апреля — Кэтлин Манро, канадская телевизионная актриса.
- 10 апреля
  - Надежда Грановская, украинская певица, телеведущая, экс-солистка «ВИА Гра».
  - Кайлер Ли, американская актриса
- 11 апреля
  - Диана Дэлль, российская киноактриса.
  - Эйнджел Дарк, словацкая порноактриса и модель.
- 12 апреля
  - Анна Сивкова, чемпионка Олимпийских игр 2004, трёхкратная чемпионка мира (2001, 2003, 2013).
- 14 апреля — Юлия Александрова, российская актриса.
- 15 апреля — Сет Роген, канадский киноактёр и сценарист.
- 16 апреля — Джина Карано, американский боец ММА и актриса.
- 20 апреля — Максим Щёголев, российский актёр театра и кино.
- 22 апреля
  - Кака, бразильский футболист.
  - Кэссиди Фримен, американская актриса, продюсер и певица.
- 24 апреля — Келли Кларксон, американская певица и актриса.
- 25 апреля — Максим Фомин, российский блогер и военный корреспондент, известный под псевдонимом Владлен Татарский (погиб в 2023).
- 28 апреля — Донна Фельдман, американская фотомодель и актриса.
- 29 апреля — Аксана, Живиль Раудонейне, литовская модель, бодибилдер и реслер.
- 30 апреля — Кирстен Данст, американская актриса.

### Май
- 1 мая
  - Джейми Дорнан, британский актёр.
  - Антониу Алберту Баштуш Пимпарел, португальский футболист, вратарь.
  - Дарио Срна, хорватский футболист и тренер, защитник.
  - Светлана Устинова, российская киноактриса, режиссёр и сценарист.
- 2 мая — Лори, французская певица и актриса.
- 3 мая — Ребекка Холл, британская актриса.
- 8 мая — Танчинец, Сергей Владимирович, украинский певец и фронтмен группы «БЕЗ ОГРАНИЧЕНИЙ».
- Кристина Коул, английская актриса.
- 9 мая — Рэйчел Бостон, американская актриса и продюсер.
- 11 мая — Кори Монтейт, канадский актёр и музыкант.
- 15 мая
  - Джессика Сатта, американская певица, танцовщица, актриса и автор песен.
  - Александра Брекенридж, американская актриса
- 16 мая — Джейми Хаммер, американская модель журналов Playboy и Penthouse.
- 17 мая — Тони Паркер, французский баскетболист.
- 19 мая — Дженнифер Драган, американская актриса.
- 20 мая
  - Петр Чех, чешский футболист, вратарь.
  - Ольга Лаки, российская певица, автор песен, диджей. Солистка группы «ViRUS!» и «The Cats»
  - Наталья Подольская, белорусская и российская поп-певица, участница «Фабрики звёзд-5», представитель России на конкурсе «Евровидение»-2005.
  - Кетеван (Кэти) Хитири, актриса
- 22 мая — Эрин Глив, австралийская телеведущая и модель.
- 25 мая
  - Эсме Бьянко, английская актриса, фотомодель и участница бурлеск-шоу.
  - Рашида, американская рэперша и актриса.
- 26 мая — Евгений Золотухин, рядовой Внутренних войск МВД РФ, Герой Российской Федерации (2001, посмертно).
- 27 мая — Наталья, канадская профессиональная рестлерша.
- 28 мая — Алекса Давалос Дюнас, американская актриса.
- 29 мая
  - Ана Беатрис Баррос, бразильская супермодель.

### Июнь
- 2 июня — Джуэл Стэйт, канадская актриса.
- 3 июня — Елена Исинбаева, российская легкоатлетка, прыгунья с шестом, двукратная олимпийская чеспионка (2004, 2008).
- 7 июня
  - Эми Наттолл, английская телевизионная актриса и певица.
  - Аня Букштейн, израильская актриса, певица и модель.
- 10 июня
  - Принцесса Мадлен, младшая дочь короля Швеции, Карла XVI Густава, и королевы Сильвии.
  - Лале, шведская певица, музыкант, актриса, композитор и автор песен иранского происхождения.
- 14 июня
  - Андрей Дьяченко, российский военный лётчик, Герой Российской Федерации (2016).
  - Роя Айхан, азербайджанская певица.
- 16 июня — Мисси Перегрим, канадская актриса и фотомодель.
- 17 июня — Алекс, бразильский футболист.
- 20 июня
  - Василий Березуцкий, российский футболист и тренер, игрок ЦСКА и национальной сборной России.
  - Алексей Березуцкий, российский футболист и тренер, игрок ЦСКА и национальной сборной России.
  - Example, популярный британский певец и рэпер.
- 21 июня
  - Принц Уильям, наследник британского престола.
  - Алиса Крылова, супермодель, международный журналист, посол и член совета директоров Всемирного Благотворительного Фонда.
- 22 июня — Елена Плаксина, российская актриса театра и кино.
- 24 июня
  - Сарай Гивати, израильская фотомодель, поп-певица и актриса.
  - Иоанна Кулиг, польская актриса и певица.
- 25 июня — Михаил Южный, российский теннисист, обладатель Кубка Дэвиса.
- 29 июня
  - Диана Морозова, российская актриса театра и кино.
  - Лили Рэйб, американская актриса
- 30 июня — Лиззи Каплан, американская киноактриса.

### Июль
- 1 июля
  - Хилари Бёртон, американская актриса.
  - Кармелла ДеСезар, американская фотомодель и рестлер.
- 2 июля
  - Алёна Водонаева, бывшая участница реалити-шоу «Дом-2», экс-телеведущая, журналистка, писательница, фотомодель, блогер.
  - Елизавета Иванцив, украинская певица Ёлка.
- 5 июля — Альберто Джилардино, итальянский футболист.
- 7 июля — Николай Полухин, российский спортсмен, трёхкратный чемпион зимних Паралимпийских игр (2010, 2014), заслуженный мастер спорта России.
- 8 июля — София Буш, американская актриса кино и телевидения.
- 9 июля
  - Тоби Кеббелл, английский актёр.
  - Анхелика Селая, американская актриса и модель.
- 15 июля — Евгения Крегжде, российская актриса театра и кино.
- 17 июля
  - Елена Овчинникова, российская спортсменка-синхронистка, олимпийская чемпионка (2008), четырёхкратная чемпионка мира.
  - Наташа Хэмилтон, английская певица, автор песен, актриса и танцовщица.
- 18 июля
  - Райан Франк Кабрера, американский исполнитель.
  - Приянка Чопра, индийская актриса и модель. Победительница конкурса Мисс Мира 2000.
- 19 июля — Джаред Падалеки, американский актёр.
- 20 июля — Борис Корчевников, корреспондент, актёр.
- 21 июля — Мирси Монро, американская актриса и фотомодель.
- 22 июля — Анна Чичерова, российская прыгунья в высоту, олимпийская чемпионка 2012 года, чемпионка мира и Европы, заслуженный мастер спорта России.
- 23 июля — Пол Уэсли, американский актёр и продюсер.
- 24 июля
  - Элизабет Мосс, американская актриса театра, кино и телевидения.
  - Анна Пэкуин, новозеландская кино- и театральная актриса.
- 26 июля — Владимир Солодов, российский политик
- 27 июля — Rebecca, шведская певица.
- 28 июля — Аугуста Эва Эдлендсдоуттир, исландская актриса и певица.
- 29 июля — Эллисон Мэк, американская актриса
- 30 июля
  - Криста Айн, американская модель и актриса.
  - Ивонн Страховски, австралийская актриса.
  - Катерина Кирильчева, российская ведущая телевидения и радио, футбольный журналист.

### Август
- 6 августа
  - Ромола Гарай, британская актриса.
  - Ксения Князева, российская актриса, фотомодель.
  - Эдрианн Карри, американская модель.
- 7 августа
  - Яна Клочкова, украинская пловчиха, четырёхкратная олимпийская чемпионка.
  - Анхелес Балбиани, аргентинская актриса и фотомодель
  - Эбби Корниш, австралийская актриса.
- 9 августа — Джес Макаллан, американская актриса.
- 10 августа — Девон Аоки, американская актриса и модель.
- 11 августа — Лаура Пицхелаури, российская актриса театра и кино.
- 13 августа — Шани Дэвис, американский конькобежец, двукратный олимпийский чемпион (2006, 2010), восьмикратный чемпион мира на отдельных дистанциях, двукратный чемпион мира в классическом многоборье и чемпион мира в спринтерском многоборье.
- 14 августа — Ирина Медведева, белорусская и российская актриса и певица.
- 16 августа — Кэм Жиганде, актёр («Никогда не сдавайся»).
- 17 августа — Чирлидер Мелисса, американский рестлер.
- 18 августа — Элизабет Чеймберс, американская фотомодель, журналистка, телеведущая и актриса.
- 19 августа
  - Мелисса Фумеро, американская телевизионная актриса.
  - Эрика Кристенсен, американская актриса.
- 20 августа — Меган Ори, канадская актриса кино и телевидения.
- 26 августа — Анна Шорина, российская спортсменка-синхронистка, двукратная олимпийская чемпионка, многократная чемпионка мира и Европы.
- 29 августа — Марина Александрова, российская актриса театра и кино.
- 30 августа — Энди Роддик, американский теннисист, первая ракетка мира в 2003 году.
- 31 августа — Дж. Уиллоу Уилсон, американская писательница.

### Сентябрь
- 1 сентября — Зои Листер-Джонс, американская актриса, драматург, продюсер и сценарист.
- 4 сентября — Лу Дуайон, англо-французская актриса, певица и модель.
- 6 сентября — Наталья Терехова, российская актриса.
- 8 сентября — Сильвия Петер Сабо, венгерская певица.
- 9 сентября — Евгения Серебренникова, российская актриса.
- 11 сентября — Шрия Саран, индийская актриса, танцовщица и фотомодель.
- 16 сентября — Мэй Андерсен, датская фотомодель.
- 17 сентября — Ирсон (Ирина) Кудикова, российская певица, саксофонистка, музыкальный продюсер, актриса.
- 19 сентября
  - Елена Замолодчикова, российская гимнастка, двукратная олимпийская чемпионка (2000), двукратная чемпионка мира (1999 и 2002), двукратная чемпионка Европы (2000 и 2002).
  - Лиза Хэнни, шведская актриса.
- 22 сентября
  - Мартен Стекеленбург, голландский футболист, вратарь
  - Билли Пайпер, британская певица и актриса.
  - Юлия Пожидаева, российская актриса театра, кино, телеведущая.
- 27 сентября
  - Lil Wayne, американский хип-хоп исполнитель.
  - Анна Кэмп, американская актриса.
- 30 сентября
  - Лейси Шабер, американская актриса театра и кино.
  - Пихла Вийтала, финская актриса.
  - Мишель Марш, британская модель.

### Октябрь
- 1 октября
  - Ольга Фонда, актриса и фотомодель российского происхождения.
  - Сандра Оксенрид, шведская поп-певица.
- 2 октября
  - Сати Казанова, российская певица.
  - Клео Пирес, бразильская актриса театра, кино и телевидения.
  - Амбер Ли Эттинджер, американская модель.
- 3 октября — Жизель Итие, бразильская актриса.
- 4 октября — Татьяна Абраменко, российская актриса, фотомодель.
- 7 октября
  - Анатолий Руденко, российский актёр театра и кино.
  - Анастасия Стоцкая, российская певица.
- 10 октября — Татьяна Фирова, российская легкоатлетка, двукратная чемпионка мира (2005 и 2013), заслуженный мастер спорта России.
- 11 октября — Валентина Зеляева, российская топ-модель.
- 13 октября
  - Ян Торп, австралийский пловец, пятикратный олимпийский чемпион, рекордсмен мира.
  - Кэти Уолдер, американская актриса.
- 14 октября — Ирена Понарошку, российская телеведущая, журналист, блогер.
- 16 октября
  - Андрей Маковеев, российский биатлонист.
  - Пиппа Блэк, австралийская актриса.
- 18 октября — Светлана Лобода, украинская певица, экс-участница группы «ВИА Гра».
- 19 октября — Гиллиан Джейкобс, американская актриса.
- 20 октября — Кэти Физерстон, актриса, режиссёр, продюсер («Паранормальное явление»).
- 28 октября — Озге Улусой, турецкая модель, балерина, актриса кино и телевидения.
- 30 октября
  - Клеманс Поэзи, французская актриса и модель.
  - Джессика Кэмпбелл, американская актриса и кинопродюсер.
  - Лорен Миллер, американская актриса.
  - Шимен Бади, французская певица алжирского происхождения.
  - Саша Павлова, автор-исполнитель из Москвы, бард-рок поэт и музыкант, путешественник и организатор концертов.

### Ноябрь
- 3 ноября — Евгений Плющенко, российский фигурист, 2-кратный олимпийский чемпион, трёхкратный чемпион мира и семикратный чемпион Европы.
- 10 ноября — Хизер Матараццо, американская киноактриса.
- 12 ноября
  - Энн Хэтэуэй, американская актриса и певица.
  - Максим Чудов, российский биатлонист, трёхкратный чемпион мира.
  - Юлия Ковальчук, российская певица, телеведущая.
- 23 ноября — Асафа Пауэлл, ямайский бегун, олимпийский чемпион (2016), чемпион мира (2009).
- 27 ноября — Александр Кержаков, российский футболист и тренер.
- 30 ноября — Элиша Катберт, канадская актриса, модель, продюсер, режиссёр («Дом восковых фигур»).

### Декабрь
- 3 декабря — Дэша Поланко, американская актриса.
- 5 декабря — Кери Хилсон, американская певица и автор песен в стиле современного R&B.
- 7 декабря — Джек Хьюстон, британский актёр.
- 8 декабря
  - Ханна Уэр, британская актриса, модель.
  - Ники Минаж, американская певица, рэпер, автор-исполнитель и актриса.
- 16 декабря — Анна Седокова, украинская певица, дизайнер, экс-солистка группы «ВИА Гра».
- 20 декабря — Ирина Забияка, российская певица, солистка группы Чили.
- 22 декабря - Агбани Дарего, нигерийская фотомодель, Мисс Мира-2001.
- 30 декабря — Максим Кабанов, российский футболист.
- 31 декабря — Дениз Чакыр, турецкая актриса театра и кино, модель.

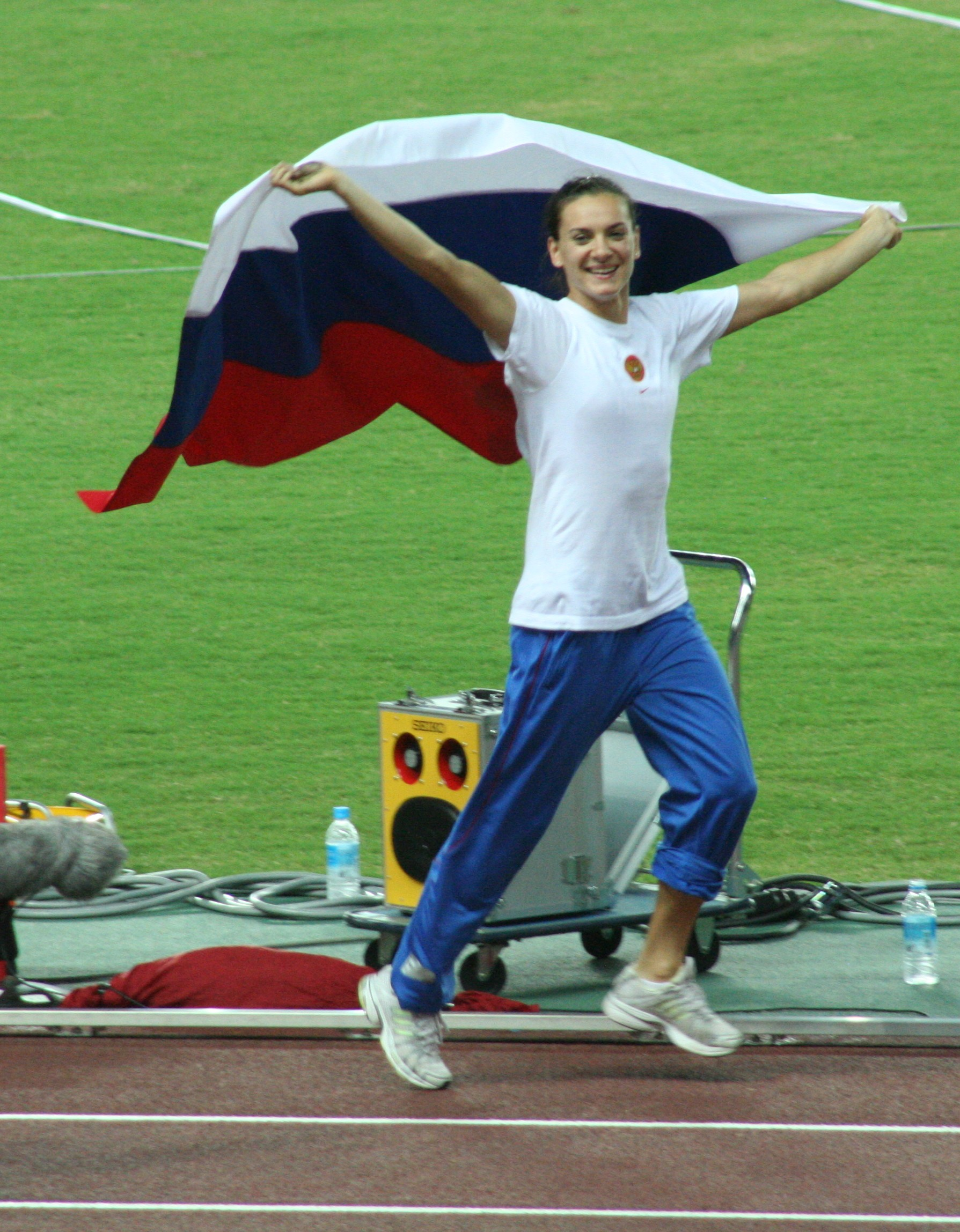
Елена Исинбаева
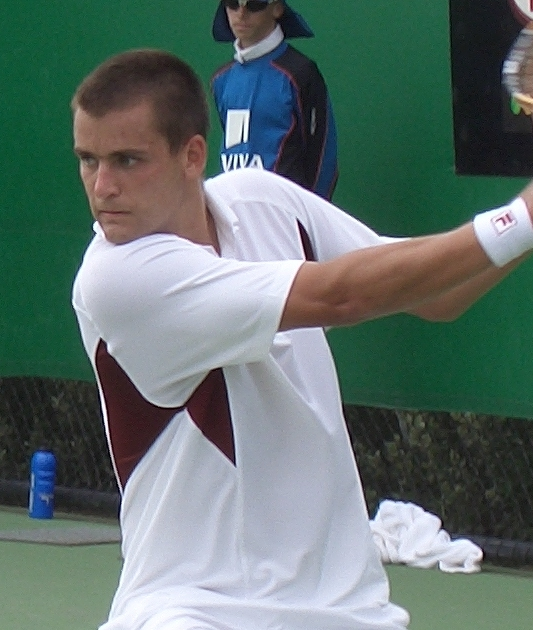
Михаил Южный
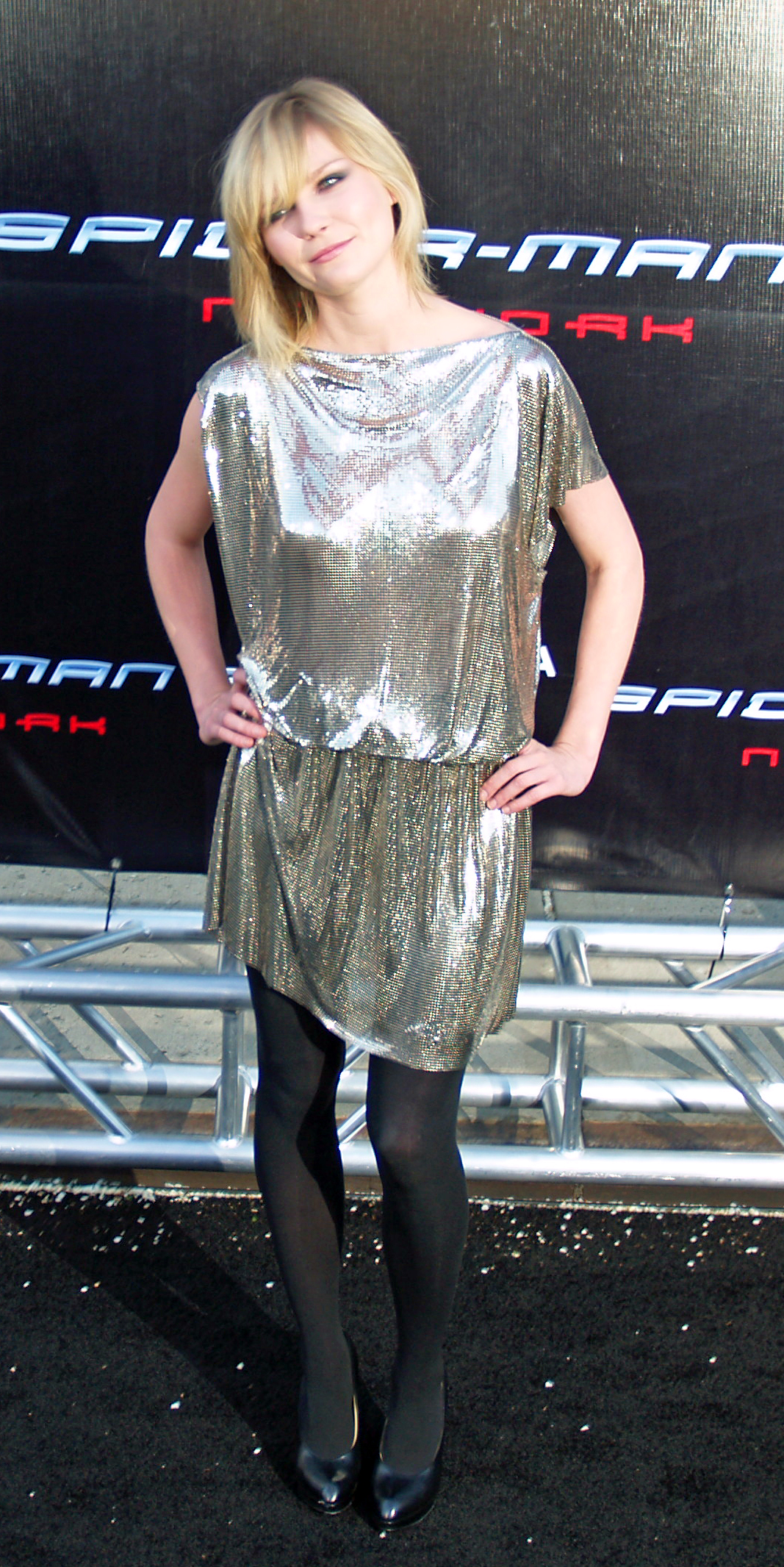
Кирстен Данст
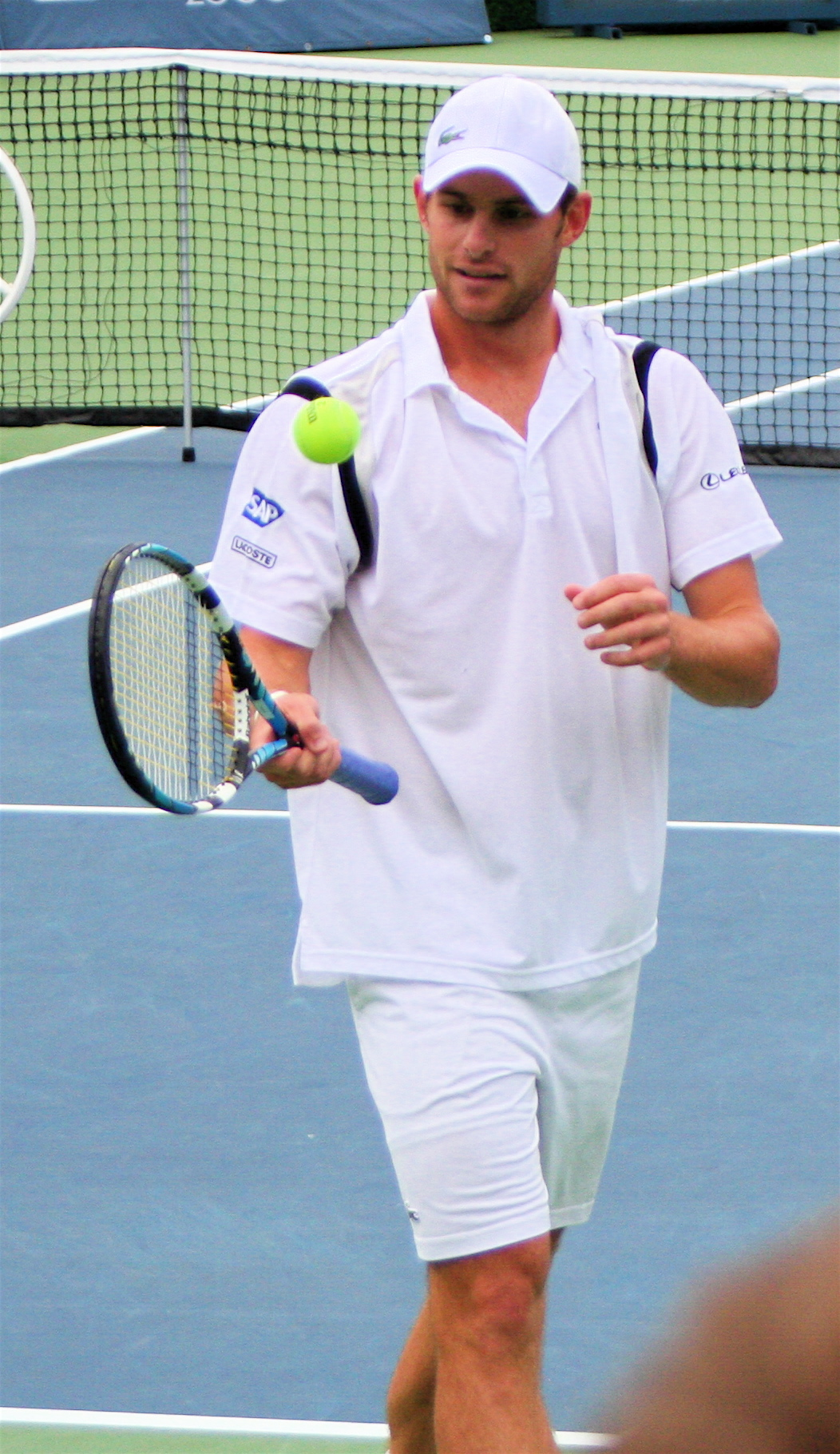
Энди Роддик
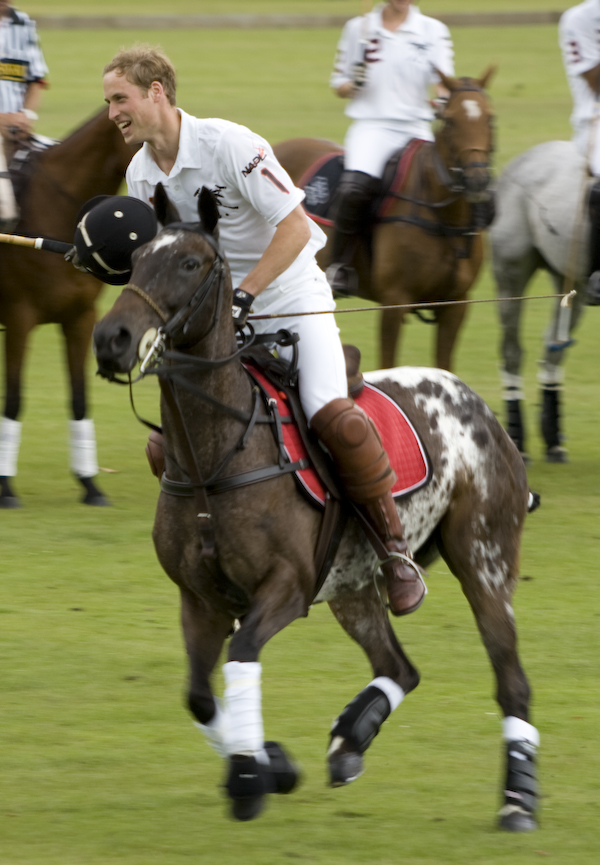
Принц Великобритании - Уильям
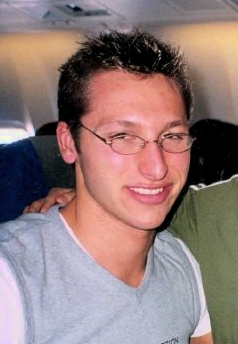
Ян Торп

## Скончались

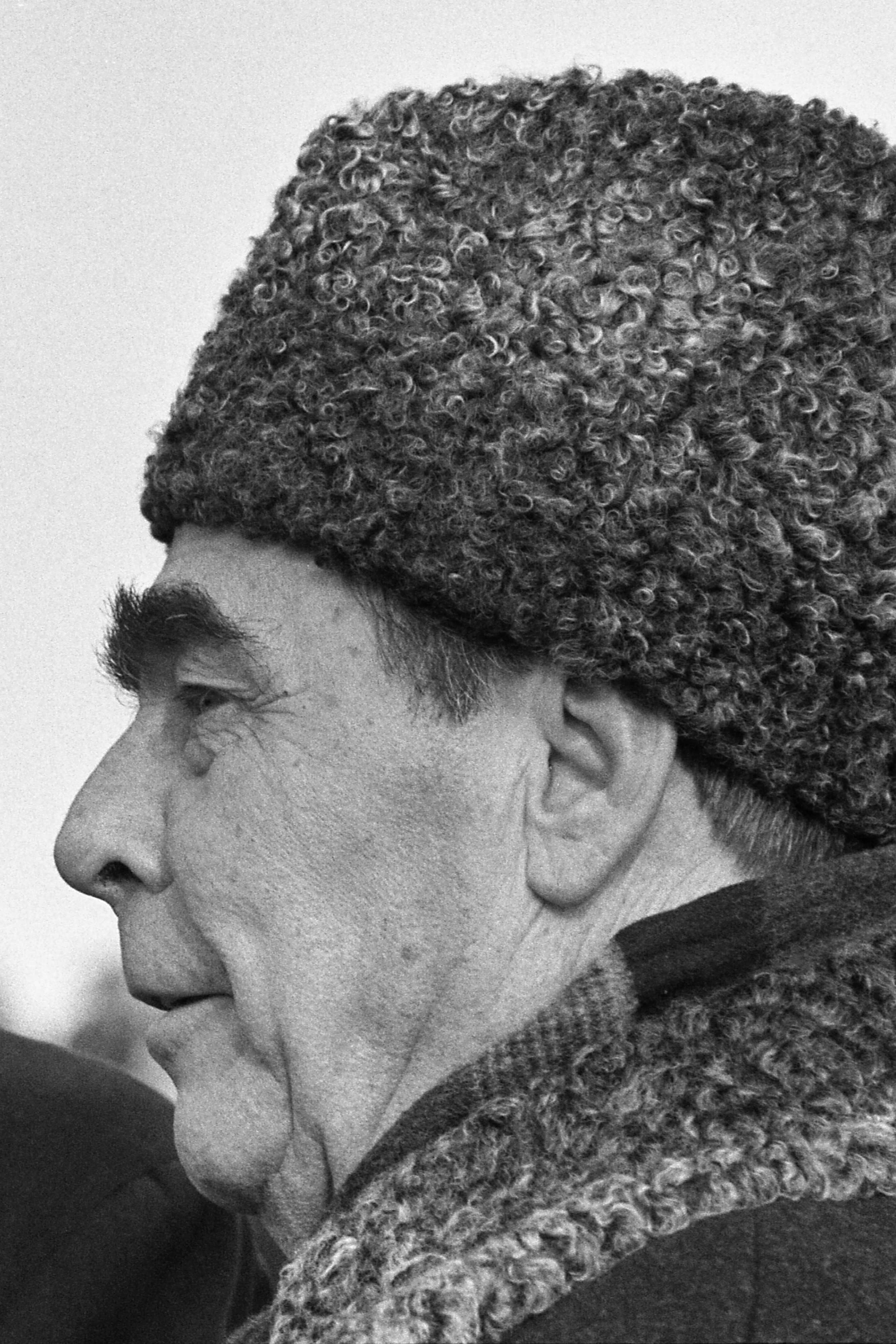
Леонид Брежнев

См. также: Категория:Умершие в 1982 году
Список умерших в 1982 году
- 11 января — Дзиро Хорикоси, японский авиаконструктор (род. 1903).
- 16 января — Александр Шабалин, контр-адмирал, дважды Герой Советского Союза (род. 1914).
- 17 января — Варлам Шаламов, русский советский писатель, диссидент (род. 1907).
- 19 января
  - Леопольд Треппер, советский разведчик, руководитель «Красной капеллы» (род. 1904)
  - Семён Цвигун, советский государственный деятель, первый заместитель председателя КГБ СССР (род. 1917).
- 25 января — Михаил Суслов, советский партийный и государственный деятель (род. 1902).
- 17 февраля — Телониус Спир Монк, джазовый пианист и композитор (род. 1917).
- 2 марта — Филип К. Дик, американский писатель-фантаст, один из основоположников жанра «киберпанк» (род. 1928).
- 5 марта — Белуши, Джон, американский комедийный актёр албанского происхождения (род. 1949).
- 6 марта — Айн Рэнд, американская писательница и философ (род. 1905).
- 9 марта — Леонид Утёсов, советский певец и актёр (род. 1895).
- 12 марта — Николай Каманин, советский лётчик и военачальник, участник операции по спасению экспедиции парохода «Челюскин», организатор и руководитель подготовки первых советских космонавтов, генерал-полковник авиации, Герой Советского Союза № 2 (род. 1908).
- 14 марта — Кирилл Молчанов, советский композитор (род. 1922).
- 18 марта — Василий Чуйков, Маршал Советского Союза, дважды Герой Советского Союза (род. 1900).
- 23 марта — Юлий Дунский, советский сценарист (род. 1922).
- 5 апреля — казнён Анатолий Нагиев, советский серийный и массовый убийца.
- 6 апреля — Павел Ротмистров, главный маршал бронетанковых войск, Герой Советского Союза (род. 1901).
- 12 апреля — Софья Гиацинтова, советская актриса театра и кино, народная артистка СССР (род. 1895).
- 16 апреля — Анатолий Александров, советский композитор (род. 1888).
- 29 мая — Роми Шнайдер, немецко-французская киноактриса, звезда австрийского, немецкого и французского кино (род. 1938).
- 18 июня — Курд Юргенс, австрийский актёр немецко-французского происхождения (род. 1915).
- 24 апреля
  - Алексей Экимян, советский композитор-песенник (род. 1927).
  - 24 апреля — Вилле Ритола, финский легкоатлет, пятикратный олимпийский чемпион (1924) (род. 1896).
- 25 апреля — Борис Андреев, советский актёр (род. 1915).
- 5 мая — Николай Органов, Председатель Президиума Верховного совета РСФСР (1959—1962).
- 12 мая
  - Александр Зайцев, советский живописец и педагог (род. 1903).
  - Александр Борисов, советский актёр (род. 1905).
- 22 мая — Афанасий Шилин, генерал-лейтенант, дважды Герой Советского Союза (род. 1924).
- 28 мая — Борис Чирков, советский актёр, Герой Социалистического Труда, народный артист СССР (род. 1901).
- 2 июня — Фазал Чоудхури, президент Пакистана в 1973—1978 (род. 1904).
- 10 июня — Райнер Вернер Фасбиндер, немецкий режиссёр, сценарист, драматург, актёр (род. 1945).
- 10 июня — Анатолий Солоницын, советский актёр театра и кино (род. 1934).
- 13 июня
  - Халид ибн Абдель, король Саудовской Аравии (род. 1913).
  - Риккардо Палетти, итальянский автогонщик (погиб на соревнованиях, род. 1958).
- 19 июня — Явдат Ильясов, советский писатель (род. 1929).
- 4 июля — Антонио Гусман, президент Доминиканской Республики в 1978—1982 (застрелился в должности, род. 1911).
- 27 июля — Владимир Смирнов, советский рапирист, олимпийский чемпион, заслуженный мастер спорта СССР (погиб на соревнованиях, род. 1954).
- 29 июля — Владимир Зворыкин, русский изобретатель в области телевидения (род. 1888).
- 2 августа — Николай Пилюгин, советский инженер-конструктор в области систем автономного управления ракетными и ракетно-космическими комплексами, академик АН СССР, дважды Герой Социалистического Труда, лауреат Ленинской премии (род. 1908).
- 12 августа — Генри Фонда, американский актёр (род. 1905).
- 21 августа — Собхуза II, король Свазиленда с 1899 года (род. 1899).
- 25 августа — Анна Герман, польская и советская певица (род. 1936).
- 29 августа — Ингрид Бергман, шведская актриса (род. 1915).
- 1 сентября — Владислав Гомулка, польский партийный и государственный деятель (род. 1905).
- 14 сентября
  - Башир Жмайель, президент Ливана (погиб при исполнении, род. 1947).
  - Кристьяун Эльдьяудн, президент Исландии в 1968—1980 (род. 1916).
  - Грейс Келли, американская актриса, с 1956 супруга князя Монако Ренье III, мать ныне правящего князя Альбера II (род. 1929).
- 21 сентября — Иван Баграмян, маршал Советского Союза (род. 1897).
- 26 сентября — Никита Подгорный, советский актёр театра и кино, народный артист РСФСР (род. 1931).
- 4 октября — Ахмед Хасан аль-Бакр, иракский военный, политический и государственный деятель, президент страны в 1968—1979 (род. 1914).
- 6 октября — Хосе Мигель Идигорас Фуэнтес, президент Гватемалы в 1958—1963 (род. 1895).
- 16 октября
  - Жан Эффель, французский художник-карикатурист (род. 1908).
  - Марио Дель Монако, итальянский оперный певец (род. 1915).
- 18 октября — Пьер Мендес-Франс, французский политический деятель, премьер-министр Франции в 1954—1955 годах (род. 1907).
- 30 октября — Ирина Вильде (Полотнюк Дарина Дмитриевна), украинская писательница, внесённая ЮНЕСКО в список знаменитых людей XX столетия и второго тысячелетия (род. 1907).
- 10 ноября — Леонид Брежнев, Генеральный секретарь ЦК КПСС (род. 1906).
- 28 ноября — Александр Беляков, советский лётчик, участник рекордных авиационных перелётов, генерал-лейтенант, Герой Советского Союза (род.1897).
- 3 декабря — Иван Соловьёв, советский актёр театра и кино, театральный режиссёр, педагог, народный артист СССР (род. 1910).
- 13 декабря — Виталий Дараселия, советский футболист, заслуженный мастер спорта СССР (погиб, род. 1957).
- 17 декабря — Леонид Коган, советский скрипач и педагог, народный артист СССР, лауреат Ленинской премии (род. 1924).
- 24 декабря — Луи Арагон, французский поэт и прозаик, член Гонкуровской академии, лауреат Международной Ленинской премии (род. 1897).
- 29 декабря — Василий Молоков, генерал-майор авиации, полярный лётчик, участник операции по спасению экспедиции парохода «Челюскин», Герой Советского Союза № 3 (род. 1895).

## Нобелевские премии
- Физика — Кеннет Вильсон — «За теорию критических явлений в связи с фазовыми переходами»
- Химия — Аарон Клуг — «За разработку метода кристаллографической электронной микроскопии и прояснение структуры биологически важных комплексов нуклеиновая кислота — белок»
- Медицина и физиология — Суне Бергстрём, Бенгт Самуэльсон, Джон Вейн — «За открытия, касающиеся простагландинов и близких к ним биологически активных веществ»
- Экономика — Джордж Стиглер — «За новаторские исследования промышленных структур, функционирования рынков, причин и результатов государственного регулирования»
- Литература — Габриэль Гарсия Маркес — «За романы и рассказы, в которых фантазия и реальность, совмещаясь, отражают жизнь и конфликты целого континента»
- Премия мира — Альва Мюрдаль, Альфонсо Гарсия Роблес — «За крупный вклад в дело разоружения»

## Спорт
- В Красноярске прошла V зимняя Спартакиада народов СССР.

### Футбол
- Чемпионом СССР по футболу стало минское «Динамо».
- Чемпионом Англии по футболу стал «Ливерпуль».
- Чемпионами Аргентины по футболу стали «Эстудиантес» (Ла-Плата) (Метрополитано) и «Феррокариль Оэсте» (Буэнос-Айрес) (Насьональ).
- Чемпионом Бразилии по футболу стал «Фламенго» из Рио-де-Жанейро.
- Чемпионом ФРГ по футболу стал «Гамбург».
- Чемпионом Италии по футболу стал туринский «Ювентус».
- Чемпионом Испании по футболу стал «Реал Сосьедад» из Сан-Себастьяна.
- Чемпионом Уругвая по футболу стал «Пеньяроль».
- Чемпионом Франции по футболу стал «Монако».
- Кубок Европейских Чемпионов выиграла английская  «Астон Вилла».
- Кубок обладателей Кубков выиграла испанская  «Барселона».
- Кубок УЕФА выиграл шведский  «Гётеборг».
- Кубок Либертадорес и Межконтинентальный Кубок выиграл уругвайский  «Пеньяроль».
- Чемпионом мира среди сборных стала  сборная Италии